# Paula Modersohn-Becker
Pour les articles homonymes, voir Becker.
Paula Modersohn-Becker, née le 8 février 1876 à Dresde et morte le 20 novembre 1907 à Worpswede, est une artiste peintre allemande et l’une des représentantes les plus précoces du mouvement expressionniste dans son pays.
Au cours de ses quatorze années de vie d'artiste, elle réalise environ 750 toiles, treize estampes et environ un millier de dessins. Son style, particulièrement original, est le fruit d'influences multiples, aux confins de la tradition et de la modernité. Sa peinture présente des aspects mêlant l'impressionnisme de Cézanne, van Gogh ou Gauguin, le cubisme de Picasso, le fauvisme, l'art japonais ou encore de la Renaissance allemande. La force expressive de son œuvre résume à elle seule les principaux aspects de l’art au début du XXe siècle.
Elle meurt des suites d'un accouchement difficile, à 31 ans.
Jusqu'à l'exposition que lui consacre le musée d'Art moderne de la ville de Paris en 2016 elle est peu connue au-delà des pays germanophones.

## Biographie

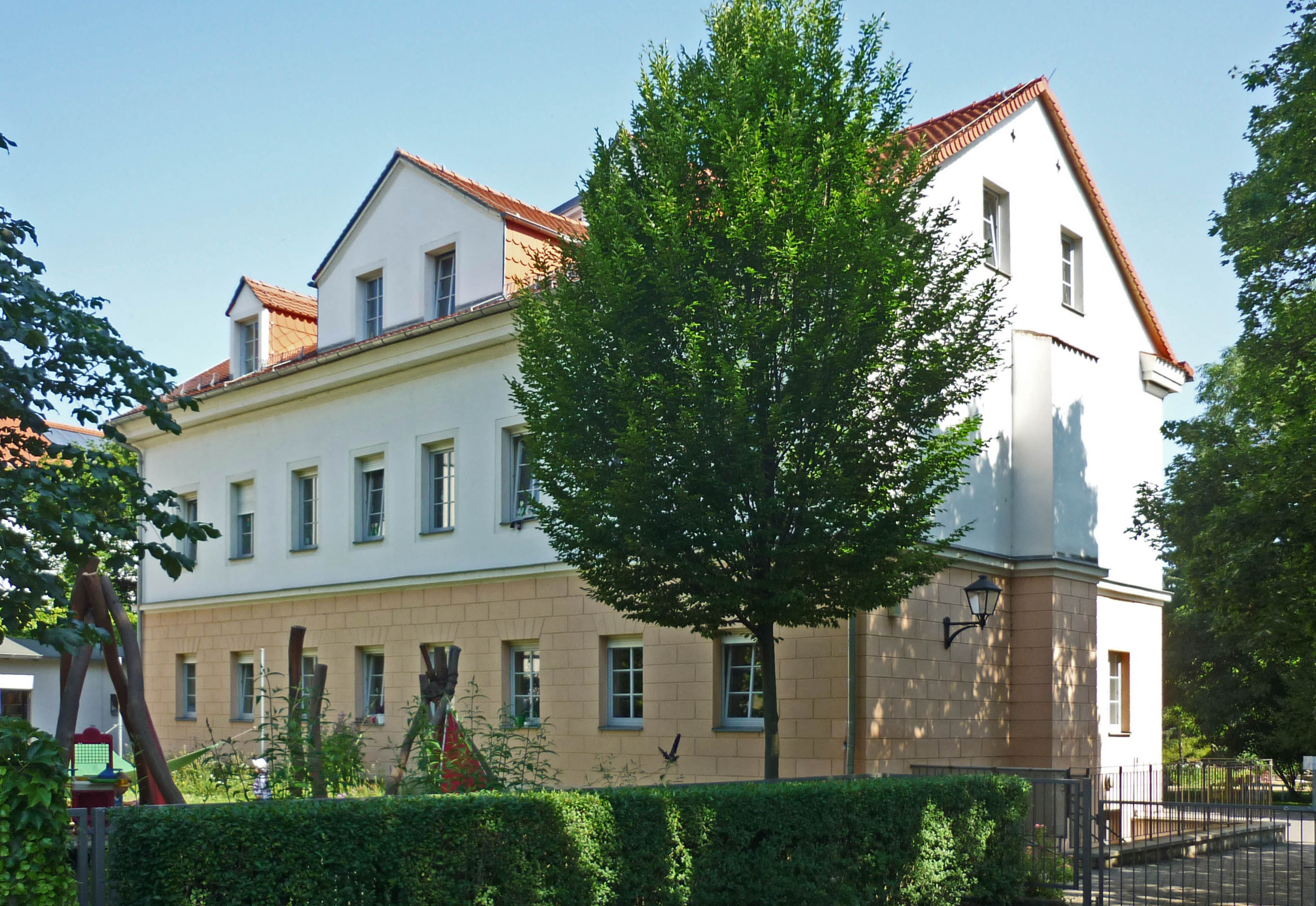
Dresde-Friedrichstadt : après la naissance de Paula Becker, maison familiale de la Friedrichstrasse 29 (aujourd'hui, la Friedrichstrasse 29 porte le no 46)[1].
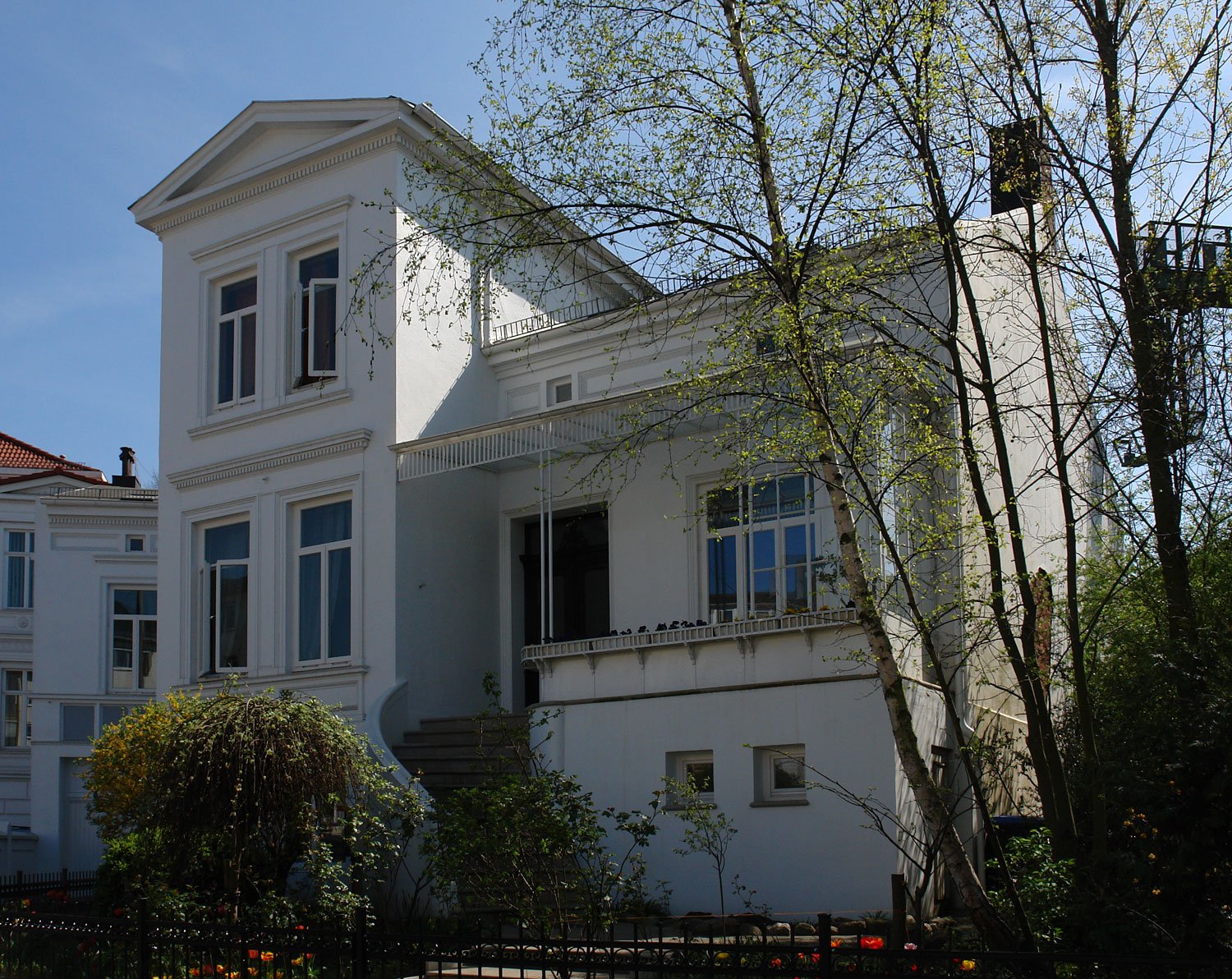
Brême : la maison de la famille Becker dans la Schwachhauser Chaussée (de) 23 (aujourd'hui, la Schwachhauser Heerstrasse).
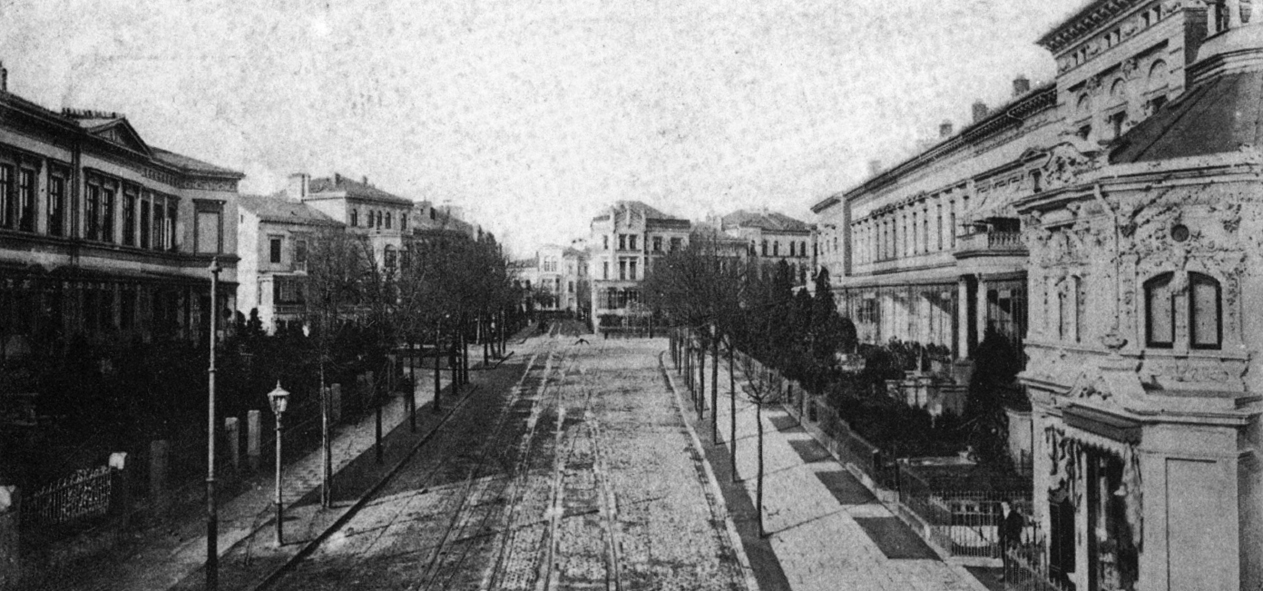
La Schwachhauser Chaussée à Brême en 1899.

### Les premières années

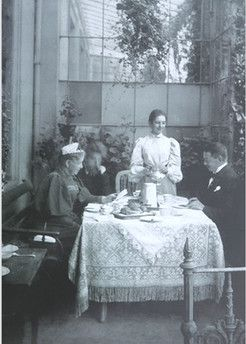
La famille Becker ; les parents sont assis dans le jardin d'hiver dans la Schwachhauser Chaussée 23.

Paula Becker, née en 1876, est le troisième enfant venu au monde au sein d’une fratrie qui compta en tout sept frères et sœurs. Son père, Carl Woldemar Becker, est un ingénieur des chemins de fer allemands (et est le fils d'un professeur de français d'une université russe) et sa mère, Mathilde von Bültzingslöwen, appartient à une vieille famille de la noblesse de Thuringe. C'est une famille cultivée et ouverte au monde.
Paula Becker passe les douze premières années de sa vie à Dresde, une période au sujet de laquelle très peu d’éléments sont connus, excepté un accident grave survenu en 1886 : alors qu'elle joue avec deux cousines dans une fosse à sable, les trois jeunes filles sont ensevelies, une de ses cousines meurt étouffée. Selon sa biographe Liselotte von Reinken, ce drame l'aurait marquée et serait à l'origine de la détermination avec laquelle elle va poursuivre ses objectifs artistiques. En 1888, Carl Woldemar Becker obtient un poste à Brême dans le secteur du bâtiment, ce qui pousse la famille à quitter la ville de Dresde. La vie culturelle de Brême est très effervescente à cette époque, et la mère de Paula Becker cultive de nombreuses amitiés dans les cercles artistiques, si bien que la famille Becker peut jouir constamment de relations privilégiées avec ce milieu.
Au début de l’été 1892, Paula Becker est envoyée par ses parents en Angleterre afin d’y effectuer un séjour linguistique. Une demi-sœur de son père vit aux environs de Londres, et Paula Becker la rejoint quelque temps, pour apprendre à parler l’anglais et, par la même occasion, à tenir un ménage. Grâce au soutien de son oncle, la jeune fille peut également recevoir des cours artistiques. Après quelques études préliminaires de croquis, elle commence à fréquenter une école d'art privée, où elle passait six heures par jour pour y être initiée à la technique du dessin. Ces cours sont cependant bien vite abandonnés : la durée du séjour londonien de Paula Becker avait été initialement fixée à un an par ses parents, mais le mal du pays, la nostalgie du foyer et la discipline autoritaire que lui impose sa tante la pousse à repartir pour l’Allemagne à peine six mois plus tard.

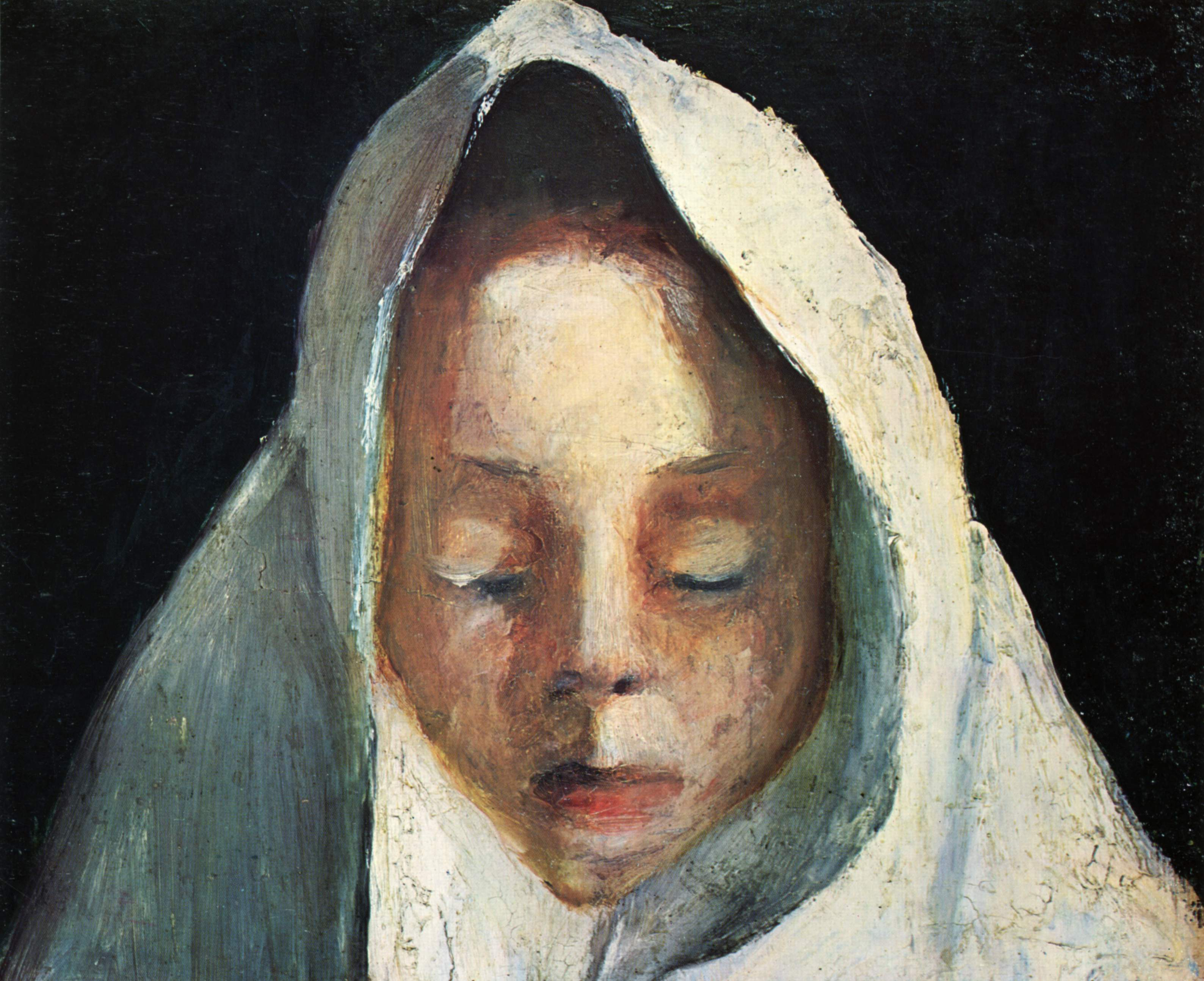
Tête d’enfant au voile blanc (vers 1900).

Paula Becker suit les cours d’une école de formation d’institutrices à partir de 1893, à Brême. Elle suit en cela, à contrecœur, les pas de sa sœur la plus âgée, qui avait poursuivi le même cursus. Toutefois, elle peut obtenir de son père, en contrepartie, le droit d’assister à des cours de peinture. Ces cours chez le peintre Bernhard Wiegandt constituent notamment pour Paula Becker la première occasion de travailler d’après de vrais modèles. De cette époque datent par exemple une série de portraits de ses frères et sœurs, ainsi que son premier autoportrait, réalisé vers 1893. Cette activité artistique ne la conduit pas à négliger ses études principales : en septembre 1895, elle passe l’examen d’institutrice et obtint le diplôme.
Au début de l’année 1893, Paula Becker peut par ailleurs admirer pour la première fois les réalisations du cercle artistique de Worpswede, lorsque Fritz Mackensen, Otto Modersohn, Fritz Overbeck, Hans am Ende et Heinrich Vogeler exposent leurs toiles à la Kunsthalle de Brême. La jeune femme est certes charmée, mais rien dans son journal ne permet d’affirmer qu’elle est vraiment impressionnée. Elle y confie néanmoins avoir beaucoup apprécié une toile de son futur mari, Otto Modersohn, qui resplendit de couleurs étranges et donne une saveur très particulière à un paysage de bruyères.

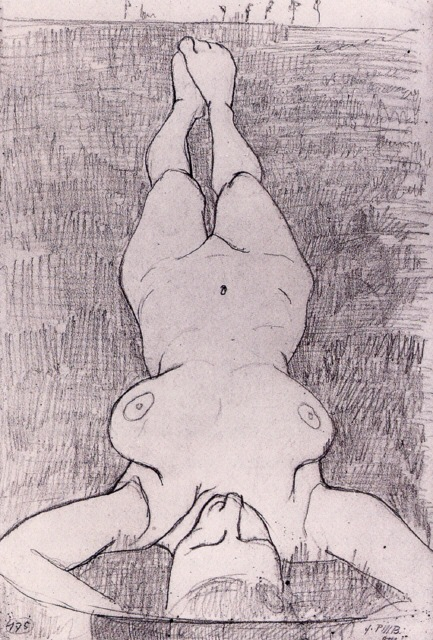
Attribué à Paula Modersohn-Becker, Nu féminin étendu dans l'herbe.

Grâce à la branche maternelle de sa famille, Paula Becker peut se rendre à Berlin au début de l’année 1896 afin d’y suivre pendant six semaines des cours de dessin et de peinture auprès de l’Association des artistes berlinoises (Verein der Berliner Künstlerinnen). Cette école de peinture est très en vue : à peine onze années plus tôt, Käthe Kollwitz y a par exemple fait ses premières armes. L’existence de ce type d’associations était une nécessité pour les femmes, qui n’avaient pas encore accès aux académies des beaux-arts à l’époque.
Paula Becker est en mesure de poursuivre sa formation au-delà des six semaines initialement envisagées, car il semble que sa mère ait obtenu auprès de la direction une diminution des droits de scolarité. Pour parvenir à payer des études à sa fille, Mathilde Becker accueille un pensionnaire dans la maison familiale. Par ailleurs, le frère de Mathilde, Wulf von Bültzingslöwen, tout comme son épouse Cora, se déclarent prêts à loger Paula Becker à leur domicile et à pourvoir à ses besoins quotidiens.
L’enseignement dispensé à Berlin accorde une place prépondérante au dessin, réalisé à partir de modèles professionnels. Seules les candidates ayant déjà une bonne maîtrise de la matière sont admises dans la classe. De nombreux dessins de nu réalisés par Paula Becker et datant de cette période ont pu être conservés : les lignes, en règle générale, sont fortement marquées, et l'on est frappé de l'omniprésence des effets de clair-obscur. En 1897, elle est admise pour la première fois dans la classe de Jeanna Bauck. Cette artiste, aujourd’hui tombée dans l’oubli, a une influence profonde sur sa jeune élève, et la persuade plus tard d’aller vivre quelque temps à Paris.
Au cours de son séjour berlinois, Paula Becker passa de nombreuses heures dans les galeries des musées. Tout comme les artistes du mouvement nazaréen qui avait connu son apogée sept décennies plus tôt, Paula Becker aime par-dessus tout les toiles de la Renaissance allemande et italienne. Parmi les peintres qu’elle apprécie particulièrement, on compte Albrecht Dürer, Lucas Cranach, Hans Holbein l'Ancien, Le Titien, Botticelli et Léonard de Vinci. Elle semble donc avoir eu une prédilection pour les artistes ayant tendance à dessiner des formes claires et à appuyer sur le trait.

### Worpswede et Paris

#### Le départ pour Worpswede

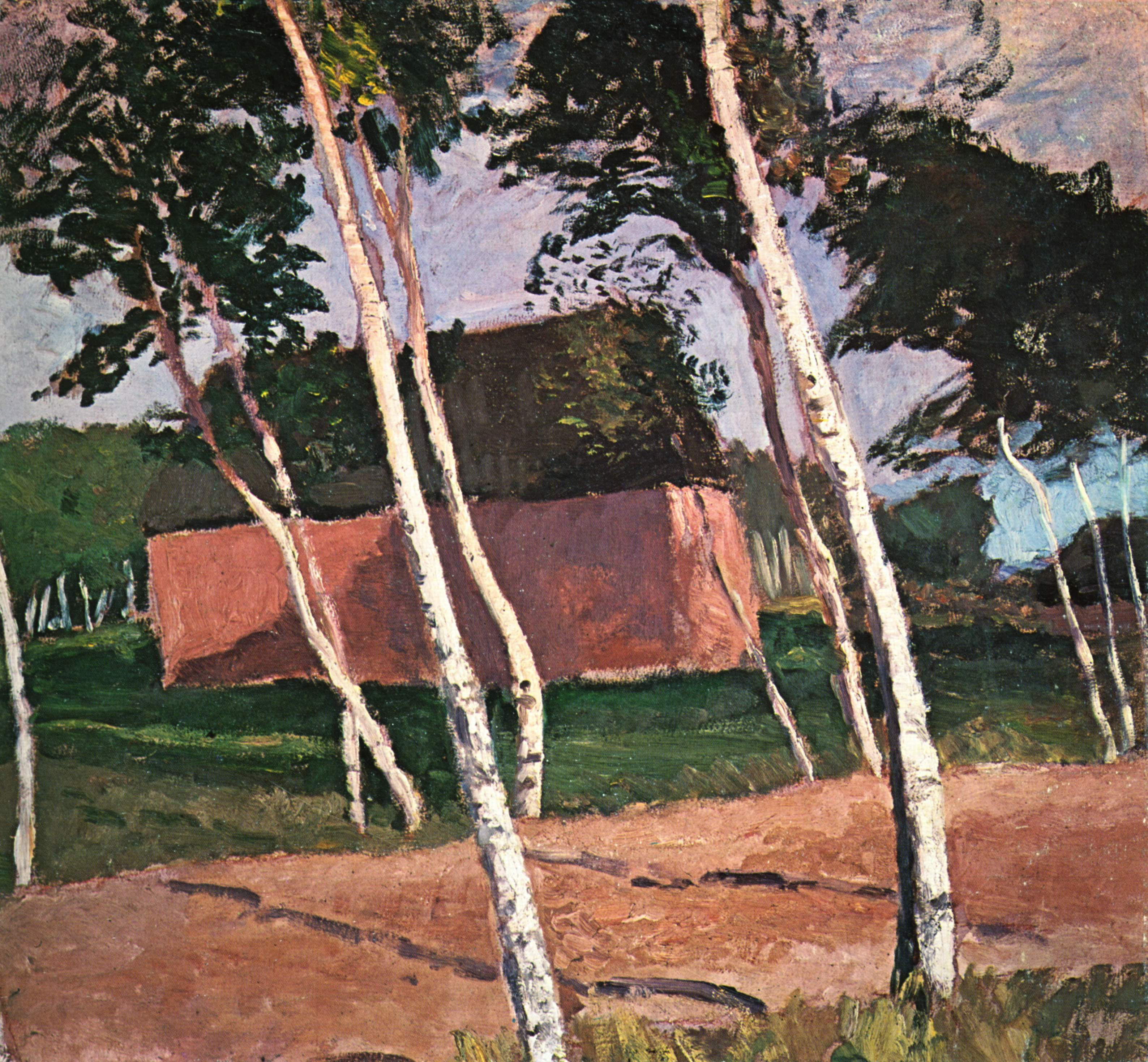
Paysage de Worpswede (1900),, Cologne, musée Ludwig.

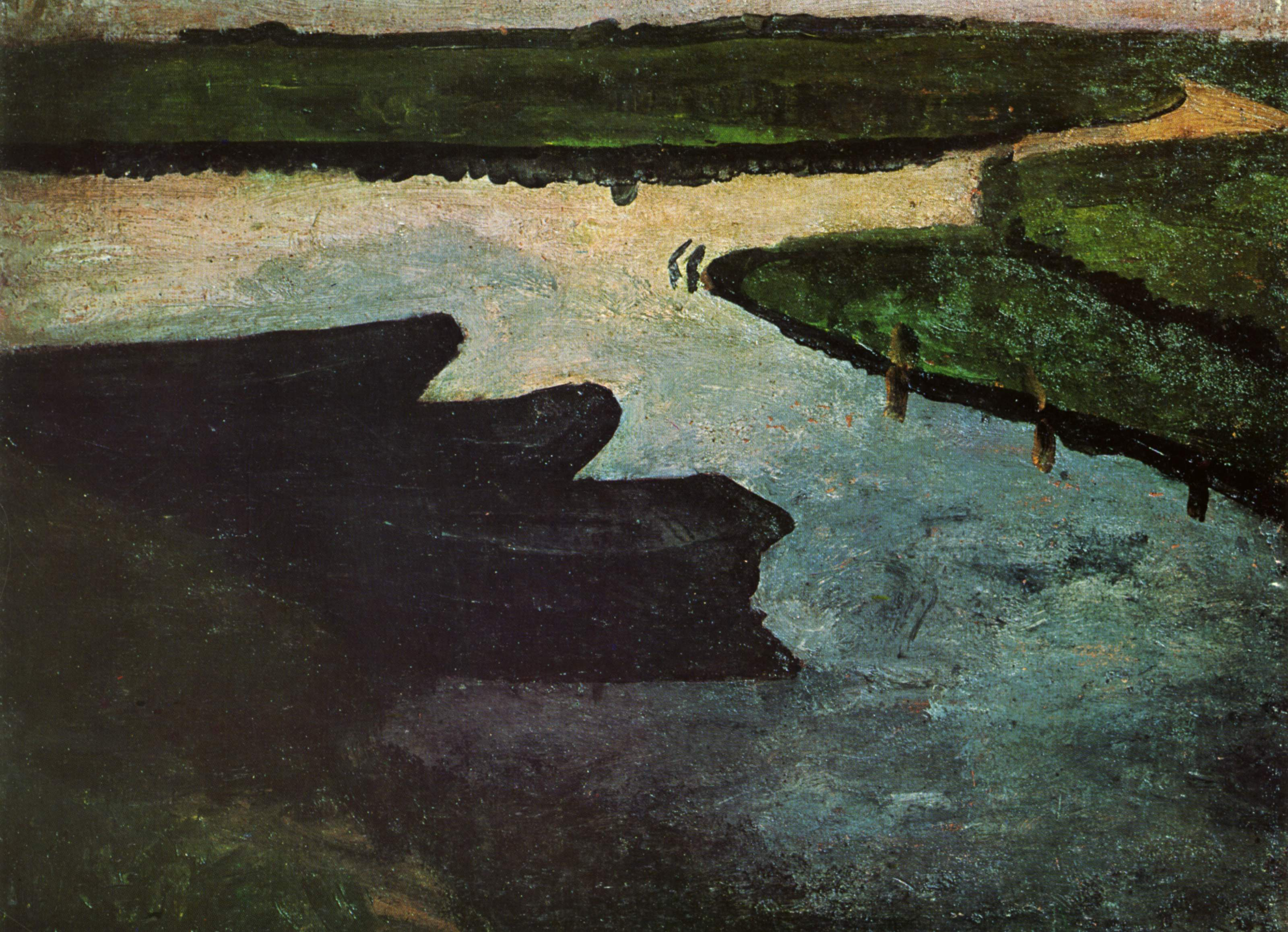
Canal dans le marais avec bateaux à tourbe (vers 1900),, collection particulière.

À l’occasion des noces d’argent des parents, la famille Becker entreprit à l’été 1897 une excursion au petit village de Worpswede, situé à quelques encablures de Brême. Paula Becker est impressionnée par la singularité du lieu, par la diversité des couleurs du paysage et surtout par la « colonie artistique » (Künstlerkolonie) qui y a été fondée quelques années plus tôt, prenant comme modèle l'école de Barbizon.
Avant même l’automne, elle se rend à nouveau sur place en compagnie d’une amie, afin de rencontrer les peintres et visiter les lieux avec plus d’attention. En 1898, Paula Becker  décide en accord avec ses parents de s'installer à Worpswede,.
À l’origine, le séjour est envisagé comme de simples vacances de courte durée. Mathilde Becker a prévu que sa fille y suive pendant seulement deux semaines les cours de peinture et de dessin de Fritz Mackensen, afin qu’elle puisse ensuite partir pour Paris à l’automne et y trouver une place de fille au pair. On doit par ailleurs à l’influence du père d’avoir pu convaincre Mackensen de prendre en charge la jeune artiste. Malgré toutes ces précautions familiales, il semble bien que Paula Becker, lorsqu’elle prend finalement la route de Worpswede en septembre 1898, a l’intention d’y rester plus longtemps que prévu et ambitionne de devenir une artiste professionnelle.

#### La colonie artistique de Worpswede

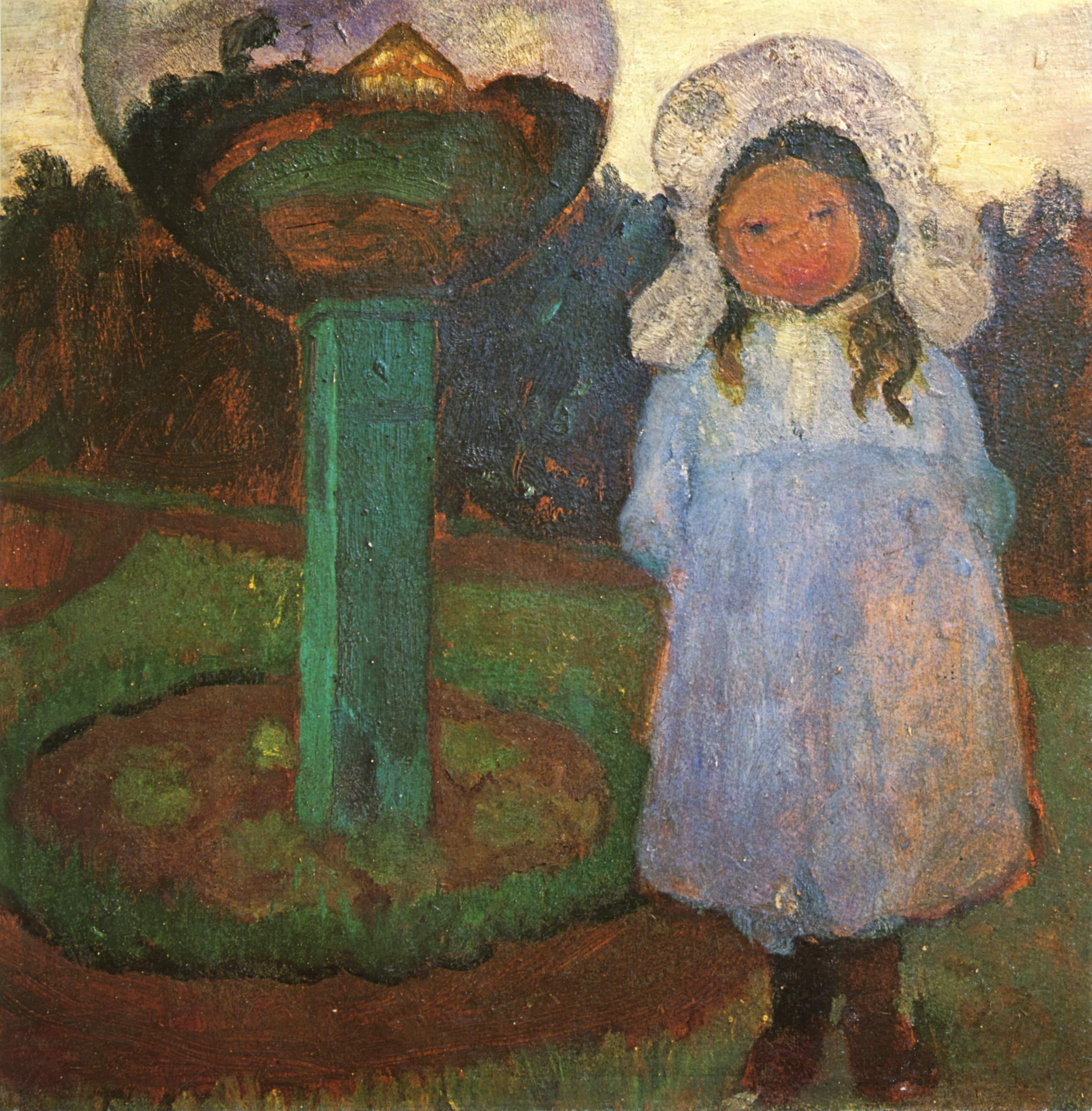
Petite fille au jardin près d’un globe de verre (1901-1902),, collection particulière.

Les artistes qui s’étaient installés à Worpswede en 1889 revendiquaient leur indépendance vis-à-vis des grandes académies artistiques. Ils étaient, pour la plupart, d’anciens élèves de l’Académie des beaux-arts de Düsseldorf, une institution rendue célèbre quelques années auparavant par Wilhelm von Schadow. Comme beaucoup de jeunes artistes du XIXe siècle, ils considèrent toutefois la peinture académique des institutions officielles et leurs anciens maîtres d’un œil très critique. En établissant cette retraite symbolique à Worpswede, ils aspirent à donner une place renouvelée et régénérée à la nature dans leurs œuvres, tout comme l’avaient fait avant eux Théodore Rousseau et les peintres de l'école de Barbizon. Les peintres de Worpswede désirent exercer leur art sur le motif, sans artifice et en toute simplicité, afin notamment de donner une image idéale de la population paysanne, qu’ils jugeaient d’une pureté encore originelle et non corrompue par la civilisation.

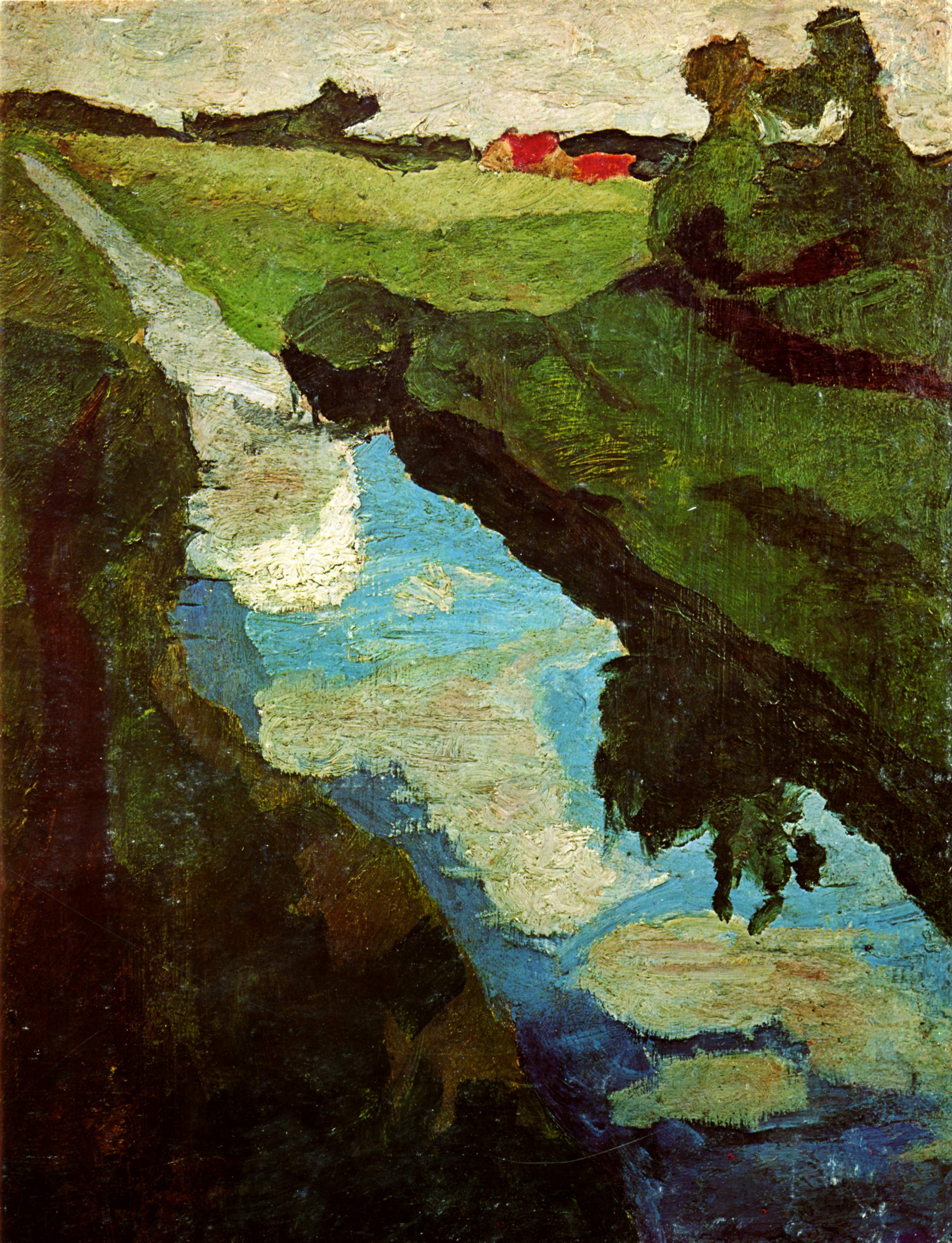
Fossé dans le marais (entre 1900 et 1902),, collection particulière.

Une profonde amitié naquit progressivement entre Paula Becker et Clara Westhoff, une jeune femme qui veut devenir sculptrice et suit chez Mackensen des cours de dessin et de modelage. Bien que Becker ait, au départ, adopté une attitude plutôt réservée vis-à-vis des artistes de Worpswede, des liens se nouent imperceptiblement à partir de mars 1899, en particulier avec son futur mari Otto Modersohn et avec Heinrich Vogeler. C’est sous leur supervision bienveillante que Becker réalise plusieurs estampes à l’eau forte au cours de l’été 1899. La stricte discipline qu’impose ce travail graphique si particulier ne lui a cependant pas spécialement plu, de même que la contrainte liée à l’utilisation des techniques de gravure.
Les cours dispensés par Fritz Mackensen sont au début d’une grande aide pour Paula Becker et pour l’épanouissement de son talent. Dès la fin de 1898, toutefois, l'artiste commence à avoir le sentiment que ce professeur n’est pas fait pour elle. Son propre style, qui tend de plus en plus à la simplification des formes et des couleurs, trouve en effet peu d’écho à Worpswede. Par ailleurs, lorsque Becker se met à participer à quelques expositions en 1899, les critiques dont elle fait l’objet achèvent de la convaincre. Dans le Weser-Zeitung daté du 20 décembre 1899, on pouvait lire cette analyse de deux œuvres exposées :

« Pour qualifier ce travail, les ressources d’une langue pure ne suffisent pas, et nous nous refusons à en utiliser une impure. Disons que si une activité créatrice du même ordre s’était illustrée dans les domaines du théâtre ou de la musique, et avait eu l’insolence de s’aventurer sur scène ou dans la salle de concert, les sifflets et les huées auraient eu tôt fait de mettre un terme à une si grossière mascarade. »

Certes, des artistes comme Max Slevogt, Lovis Corinth, Max Liebermann ou Wilhelm Leibl connaissent alors leurs premiers succès à Munich et à Berlin. Dans l’ensemble, cependant, l’Allemagne est toujours marquée par la domination des salons de peinture et par l’omniprésence de l’art académique ; et c’est bien plutôt Paris qui brille alors par l’ouverture et l’innovation de sa vie artistique. Rien d’étonnant donc à ce que Paula Becker, depuis son séjour à Berlin, désire par-dessus tout découvrir et visiter la capitale française.

#### Le premier séjour artistique à Paris

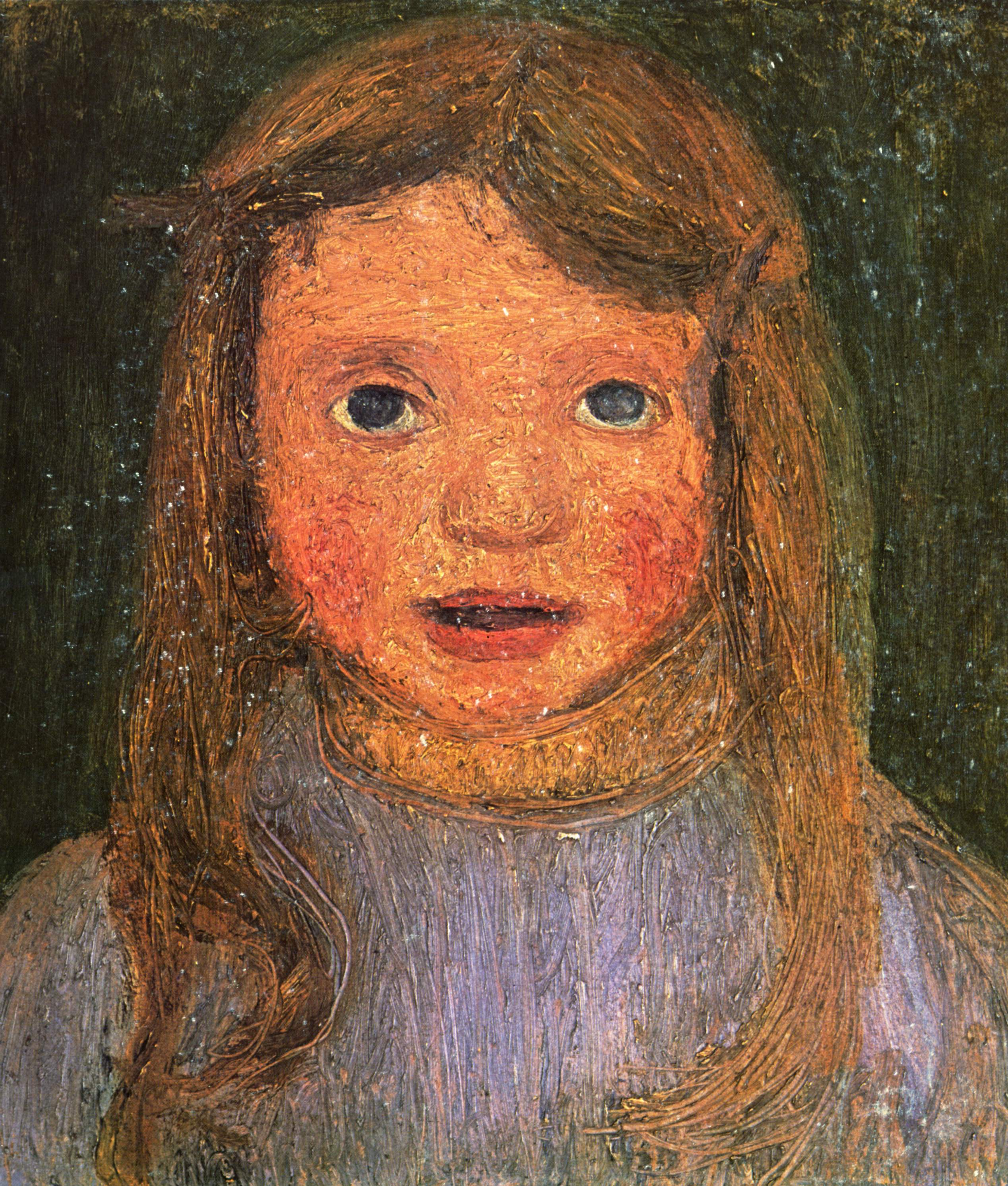
Tête d'une petite fille (vers 1902),, collection particulière.

Dans la nuit du 31 décembre 1900, Paula Becker prend la route de la France. Paris était alors devenu le lieu de rencontre par excellence de tous les courants artistiques européens. Plusieurs artistes allemands réputés, comme Emil Nolde, Bernhard Hoetger ou Käthe Kollwitz y réalisent des séjours plus ou moins longs. Quant à Clara Westhoff, l'amie de Paula rencontrée à Worpswede, elle s'y trouve déjà depuis la fin de l'année 1899, animée par l'espoir de devenir l'élève d'Auguste Rodin.
Paula Becker peut se permettre ce voyage sur le plan financier, puisqu'elle continue à bénéficier de l'aide de ses parents et du reste de sa famille. Après avoir occupé après son arrivée une chambre modeste — contiguë à celle de Clara Westhoff — au cinquième étage du Grand Hôtel de la Haute-Loire, un simple hôtel meublé bon marché situé en bordure du carrefour Vavin au 203, boulevard Raspail, dans le quartier du Montparnasse (14e arrondissement), elle s'installe dès le 15 janvier au 9, rue Campagne-Première et agrémente sommairement son petit studio de caisses et de quelques meubles dénichés au marché aux puces. Elle suit les cours de l'Académie Colarossi — toujours à Montparnasse, mais dans le quartier Notre-Dame-des-Champs — qui offre l'avantage d'accepter les femmes. Elle se remet aussi à arpenter les musées comme elle l'a fait à Berlin, et fréquente seule ou en compagnie de Clara Westhoff les expositions et les galeries artistiques pour se familiariser avec la peinture moderne française.

Clara Westhoff rapporte plus tard certaines anecdotes liées à cette période, comme la visite rendue au marchand d'art Ambroise Vollard, ou encore la fascination profonde ressentie par Paula Becker pour l'œuvre de Paul Cézanne, alors totalement inconnu. Dans une lettre datée du 21 octobre 1907 adressée à Clara Westhoff, Paula Becker écrit bien des années plus tard que : 

« [Cézanne] est l'un des trois ou quatre grands maîtres qui eurent sur moi l'effet d'une tempête. »

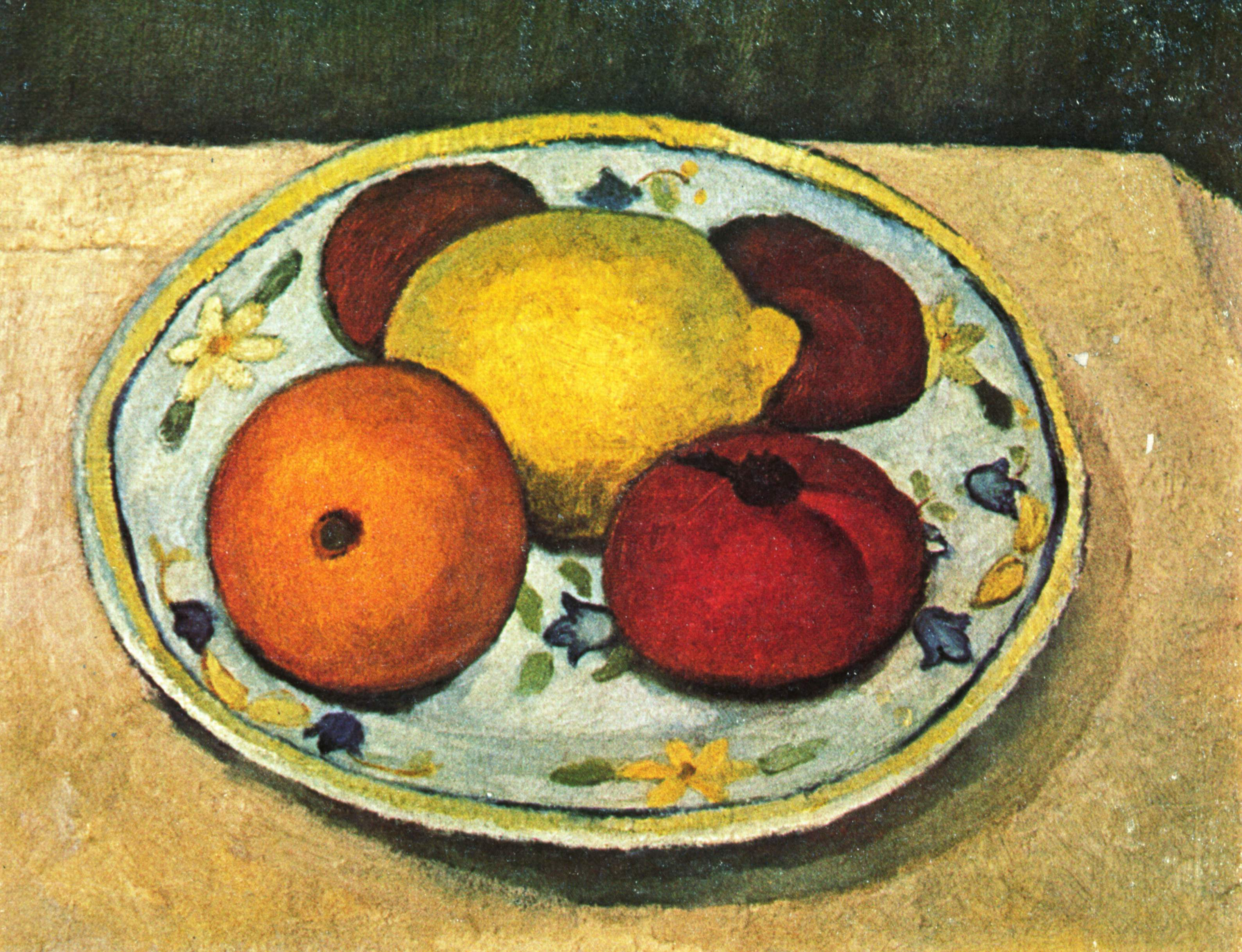
Nature morte avec citron, orange et tomate (vers 1903),, collection particulière.

La grande Exposition universelle inaugurée en avril 1900 et destinée à célébrer l'entrée dans le nouveau siècle offre l'occasion à Fritz Overbeck et au paysagiste Otto Modersohn de se rendre à Paris où ils arrivent en juin. Paula Becker connaît Modersohn pour avoir pu admirer son travail à Worpswede et apprécie beaucoup cet homme plus âgé qu'elle de onze ans. Pendant ce court séjour parisien, il perd sa femme Hélène Schröder qui avait été retenue à Worpswede en raison de sa santé précaire. La tragédie précipite le retour de Modersohn et Overbeck en Allemagne.

#### Retour à Worpswede
À peine deux semaines après le départ en catastrophe des deux amis, c'est au tour de Paula Becker et Clara Westhoff de reprendre le chemin de Worpswede : l'héritage et les sommes concédées par les proches de Paula Becker étant épuisées, son père lui suggére de trouver temporairement une place de gouvernante. Le mauvais état de santé dans lequel elle se trouve alors ne le permet cependant pas dans l'immédiat. La jeune femme s'est imposé à Paris un tel travail et un mode de vie si spartiate que son médecin lui prescrit du repos. À cette époque, Becker écrit chaque jour dans son journal, une ressource aujourd'hui amplement utilisée par ses biographes. Son état de fatigue semble lui avoir donné le pressentiment de sa disparition prématurée : 

« Je sais que je ne vivrai pas très longtemps. Mais est-ce si triste ? Une fête est-elle meilleure parce qu'elle est plus longue ? Ma vie est une fête, une fête courte et intense. […] Et si l'amour me fleurit encore un peu avant de s'envoler, et me fait réaliser trois bonnes peintures dans ma vie, je partirai volontiers, des fleurs aux mains et aux cheveux. »

— (26 juillet 1900)

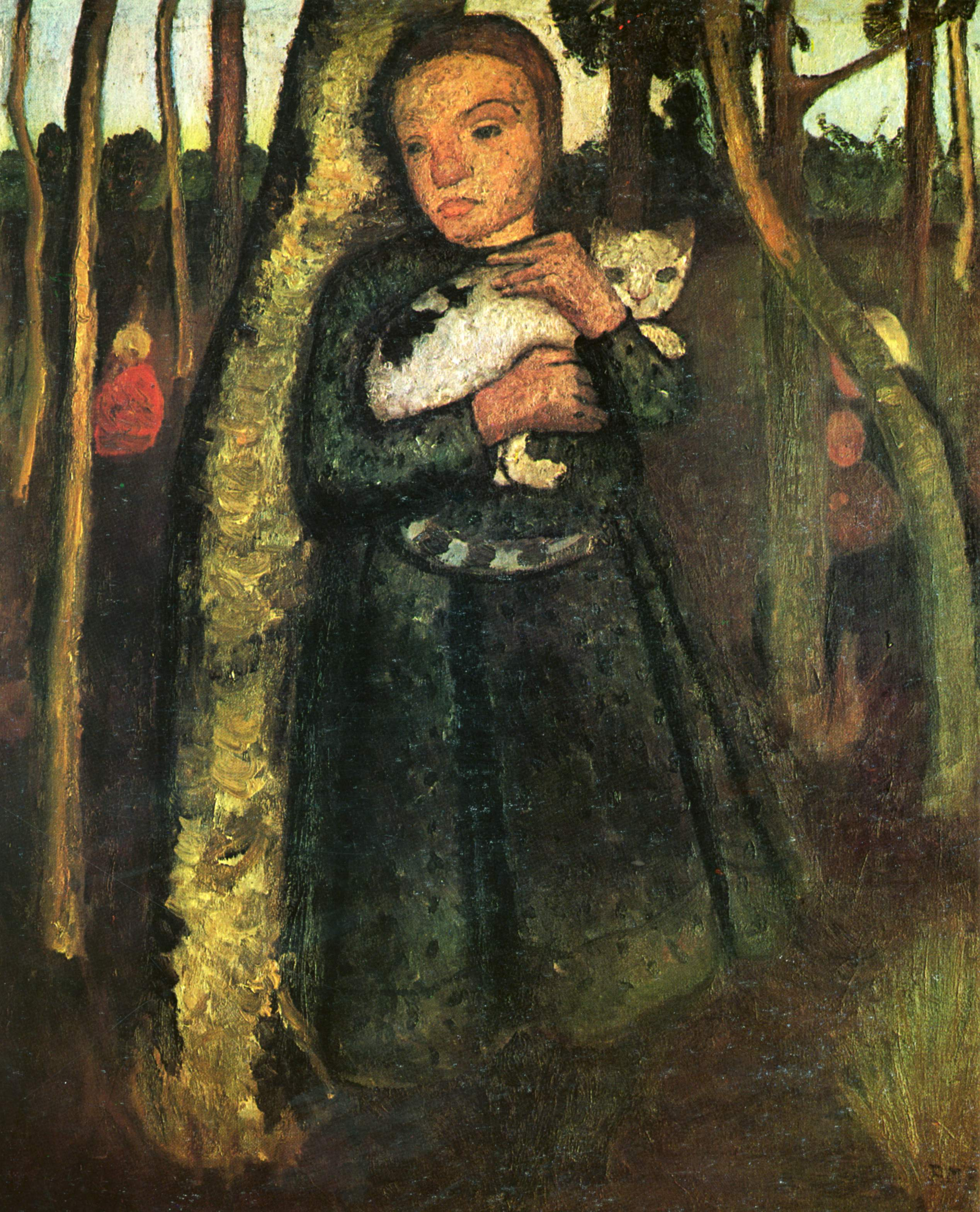
Petite fille avec un chat dans un bois de bouleaux (1904),, Brême, musée Paula Modersohn-Becker.

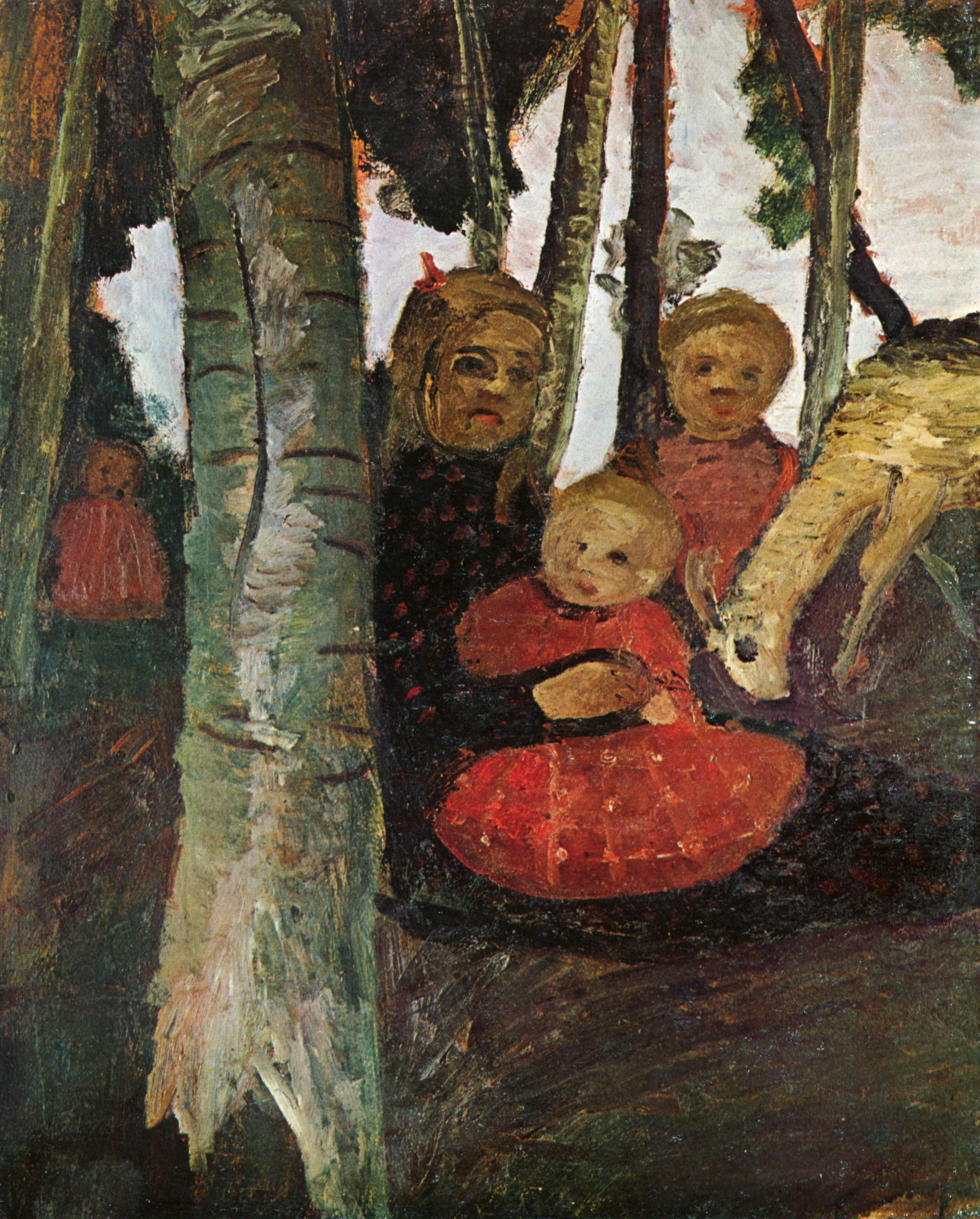
Trois enfants avec une chèvre dans un bois de bouleaux (vers 1904),, Worpswede, galerie Cohrs-Zirus.

Plusieurs semaines plus tard, Paula Becker fait une correction à cette date de son journal, en ajoutant les mots : 

« Et que cela dure encore longtemps. Je suis forte, pleine de vie et en bonne santé. »

— (3 septembre 1900)
Tandis qu'elle récupère lentement de son séjour à Paris, son ami Otto Modersohn lui rend visite occasionnellement. Le 12 septembre 1900, à peine trois mois après la mort d'Hélène Modersohn, le couple annonce ses fiançailles.
De cette époque date également la rencontre avec le poète Rainer Maria Rilke. Ce dernier s'est lié d'amitié avec Heinrich Vogeler lors d'un séjour à Florence, en 1898. C'est donc en tant qu'invité de Vogeler qu'il effectue une visite à Worpswede, au moment même où Carl Hauptmann, le frère de Gerhart Hauptmann, est de passage chez Modersohn. La joyeuse assemblée se réunit régulièrement dans la résidence Barkenhoff, où habitaient les Vogeler. Rilke, face à Clara Westhoff et Paula Becker, croit un instant avoir affaire à deux sœurs : dans son journal, il se réfère aux deux amies en les appelant respectivement « la peintre blonde » et « la peintre brune ». Rilke est très lié aux deux femmes.
Dans la monographie qu'il réalise sur les peintres de Worpswede, Rilke ne fait pourtant aucune mention de Paula. Par ailleurs, lorsqu'il lui faut l'introduire auprès d'Auguste Rodin, il ne la présente que comme l'épouse d'un peintre célèbre. Rilke finit néanmoins par admettre que Paula Modersohn-Becker est une véritable artiste, peu avant que la mort emporte cette dernière et que l'histoire de l'art donne à son travail une portée bien plus grande qu'à celui de son mari.

#### Mariage avec Otto Modersohn

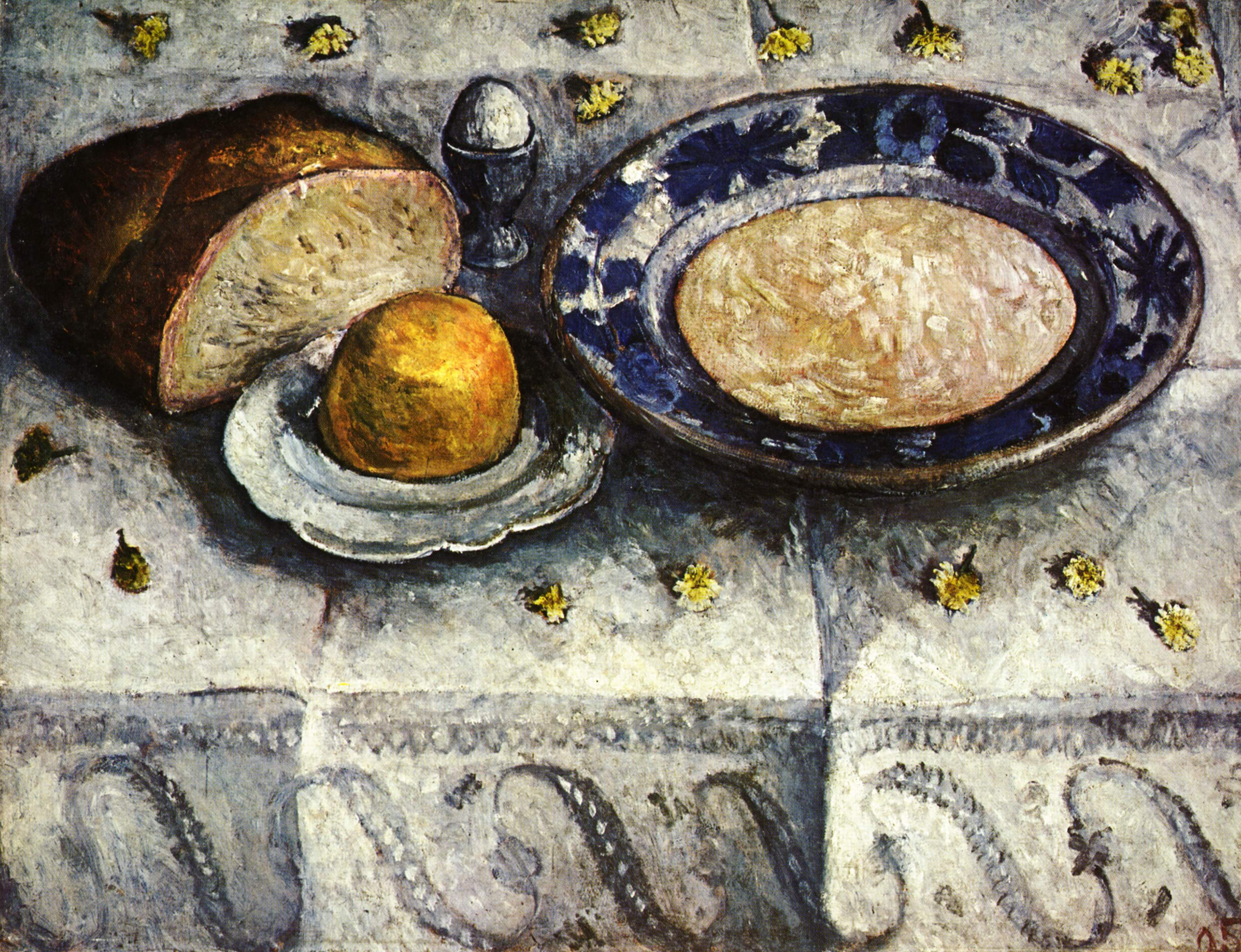
Nature morte avec soucoupe de lait (1905),, Brême, musée Paula Modersohn-Becker.

Otto Modersohn et Paula Becker se marient le 25 mai 1901. À cet effet, et sous la pression de ses parents, elle accepte même de suivre un cours de cuisine à Berlin, qu’elle abandonne cependant assez rapidement. Elle s’en explique dans une lettre du 8 mars 1901, et la raison qu’elle évoque révèle non seulement sa personnalité profonde, mais aussi l’état d’esprit qui est le sien durant sa première année de vie conjugale :

« Il est bon de se libérer des situations qui nous prennent de l'air. »

Le couple effectue une courte lune de miel, au cours de laquelle il est notamment invité par Gerhart Hauptmann près de Hirschberg en Silésie, aujourd'hui un territoire polonais. S’ouvre ensuite une période de la vie de Paula Modersohn-Becker où cette dernière tente de concilier ses ambitions artistiques avec sa nouvelle vie d’épouse, de femme au foyer et de belle-mère de la petite  Elsbeth, issue de la première union d’Otto Modersohn. Paula Modersohn-Becker, pour tout atelier, ne dispose alors que d'une petite cellule située dans la cour d'une ferme. Otto Modersohn entreprend de faire construire un vasistas sur le toit du bâtiment principal, afin que son épouse puisse y travailler. La jeune mariée est aidée dans l'accomplissement des tâches quotidiennes par une domestique. De neuf heures du matin à environ une heure de l'après-midi, Paula Modersohn-Becker peut ainsi peindre dans son atelier, sortir pour déjeuner puis revenir à son œuvre vers quinze heures, pour y rester souvent jusqu'au soir, lorsque dix-neuf heures sonnaient. Elle essaye néanmoins d'être une mère attentive et consciencieuse pour sa belle-fille Elsbeth. Cette dernière sert d'ailleurs de modèle à toute une série de portraits d'enfant, tels que la Petite fille au jardin près d'un globe de verre, qui date de 1901 ou 1902, et la Tête d'une petite fille.

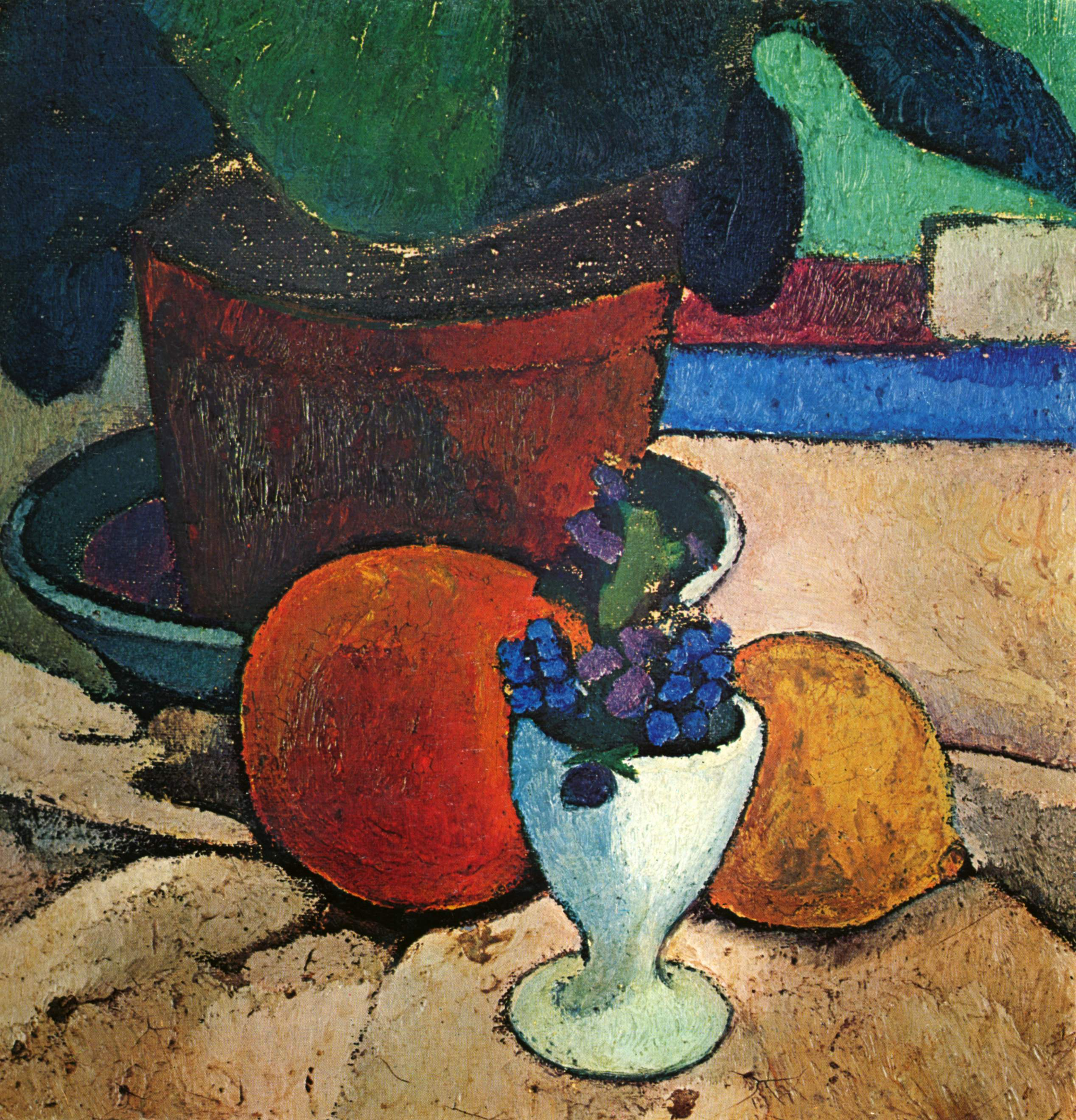
Nature morte avec plante verte, citron et orange (1906),, Worpswede, collection particulière.

Otto Modersohn semble avoir été très heureux au cours des trois premières années de sa nouvelle vie de couple. Son journal indique alors régulièrement à quel point son époux est persuadé de partager l'existence d'une artiste hors du commun, chose que personne d'autre ne semble encore réaliser à l'époque. Paula Modersohn-Becker a trouvé en Otto Modersohn un homme aimant et qui, bien loin de s'ériger en obstacle au développement de sa sensibilité artistique, sait au contraire accompagner cette évolution d'un regard critique et appréciateur. Comme beaucoup de ses contemporains, cependant, il manque au mari une compréhension vraiment profonde de l'œuvre de son épouse. Par ailleurs, l'intensité avec laquelle elle réagissait aux moindres soubresauts de la vie artistique parisienne le laisse quelque peu perplexe.
Le mariage a aussi le mérite de délivrer définitivement Modersohn-Becker de la perspective d'exercer un métier afin d'assurer sa subsistance. De toute sa vie, l'artiste ne réussit à vendre que deux de ses toiles, respectivement à ses amis Rilke et Vogeler. Pour autant, on trouve dans son journal, à la date de Pâques 1902, une attitude plus critique et teintée de dérision :

« L'expérience m'a enseigné que le mariage ne rend pas plus heureuse. Il ôte l'illusion, autrefois omniprésente dans tout l'espace, qu'il existe une âme sœur. Le sentiment d'incompréhension est doublé, car toute la vie antérieure au mariage avait consisté à trouver un espace de compréhension. J'écris ceci dans mon livre de cuisine, le dimanche de Pâques 1902. Je suis assise dans ma cuisine et je prépare un rôti de veau. »

Contrairement à son mari, qui recherche le calme et la solitude de Worpswede pour exercer tout son art, Paula Modersohn-Becker a besoin d'une certaine variété et de contact avec le monde extérieur.

#### Paris, 1903

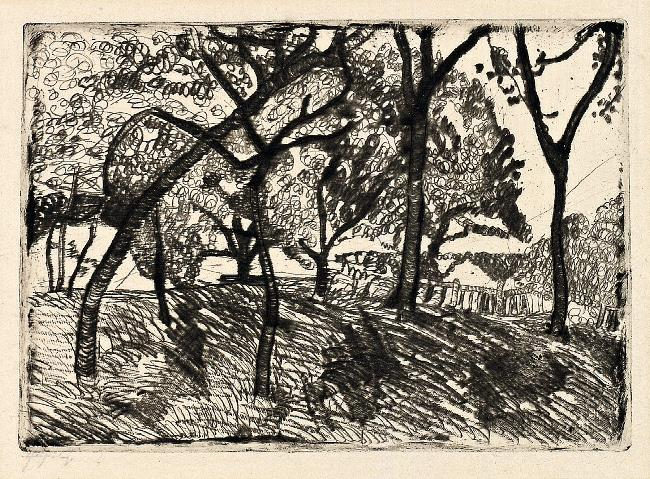
Paysage sous les arbres (vers 1902), eau-forte.

Paula Modersohn-Becker, au début de l'année 1903, s'accorde une escapade de deux mois à Paris, loin de son mari et de sa belle-fille. Elle retrouve là-bas Rainer Maria Rilke et son épouse, Clara Westhoff, et ressent sans mal la tension grandissante qui s'installait dans ce couple.
La jeune femme passe le plus  de son temps au musée du Louvre, où elle fait de nombreux croquis d'après des antiquités grecques ou égyptiennes. Dans les autoportraits qu'elle réalise par la suite, en particulier l'Autoportrait aux camélias, l'influence des célèbres portraits funéraires du Fayoum et de leurs visages intensément expressifs ressort d'ailleurs d'une manière très frappante. Elle se remit à fréquenter quelques expositions en compagnie du couple Rilke, lequel peut également s'arranger pour l'introduire auprès du sculpteur Auguste Rodin, dont la renommée a atteint son apogée. Il semble enfin, à cette période de sa vie, que Paula Modersohn-Becker ait été prise d'une passion croissante pour les estampes traditionnelles de l'art japonais : toutes ces influences, diverses et contrastées, vont peser sur l'évolution et l'originalité de son style.
Les historiens de l'art estiment assez vraisemblable que Modersohn-Becker ait pu en outre découvrir quelques toiles de Paul Gauguin à l'époque, bien que rien ne le laisse supposer dans son journal. Les natures mortes réalisées après son retour à Worpswede, de par leurs couleurs vives, tranchées et isolées les unes des autres, rappellent en effet certains aspects de la peinture de Gauguin.

#### Worpswede (1903–1905)

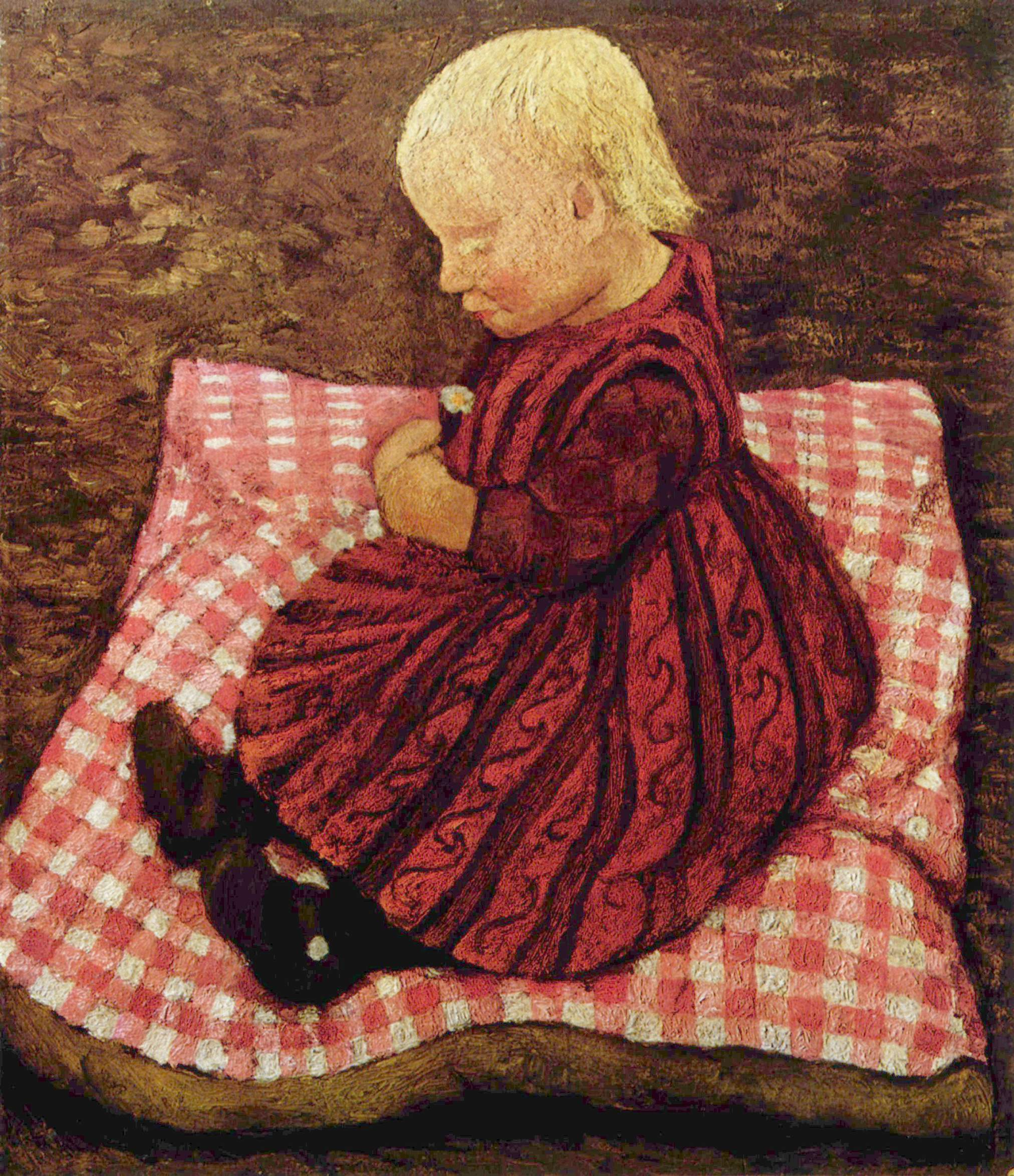
Enfant de paysan sur un coussin à carreaux rouges (1904),, Brême, musée Paula Modersohn-Becker.

Rassasiée par son voyage, l'esprit rempli d'innombrables influences artistiques, Paula Modersohn-Becker revient à Worpswede en mars 1903 pour y retrouver son mari et sa belle-fille. Son séjour en France, en réalité, lui a même fait ressentir de façon plus marquée qu'auparavant le lien affectif qui l'unissait à son foyer. Elle-même rêve souvent d'un enfant, et se prend à regretter que cela lui ait été refusé pour l'instant. Parmi les quelque 130 toiles produites jusqu'à la fin de l'année 1904, on trouve d'ailleurs aux côtés des natures mortes de nombreux portraits de nourrissons ou de jeunes enfants, que l'artiste représente désormais sans leurs mères. L'évolution du style de Modersohn-Becker laisse son mari dans une certaine incompréhension. Ainsi trouve-t-on cette appréciation dans le journal d'Otto Modersohn, datée du 26 septembre 1903 :

« [Elle tombe] désormais dans le travers de tout rendre grossier, hideux, bizarre, lourd. Les couleurs sont fameuses — mais la forme ? Mais l'expression ! Des mains comme des cuillères, des nez comme des massues, des bouches comme des plaies ouvertes, des expressions de crétins… Deux têtes, quatre mains sur une surface minuscule, rien de plus pour des enfants. Et il est difficile de vouloir la conseiller, comme souvent. »

— D'après Lieselotte von Reinken, p. 88.
Certains portraits d'enfants montrent comment Modersohn-Becker a su intégrer et développer les techniques du mouvement nabi, notamment avec l'Enfant de paysan sur un coussin à carreaux rouges de 1904 : les carrés de couleurs reliés par des bandes blanches cherchent à y donner l'effet d'un tapis. Elle a volontairement vêtu son jeune modèle d'habits aux teintes rougeâtres, si bien qu'une véritable quadrichromie de rouge s'installe et confère une certaine harmonie à la toile. Le soin apporté ici aux détails du visage est assez peu coutumier chez Paula Modersohn-Becker. Dans d'autres portraits d'enfants datant de la même période, l'artiste opère une simplification autrement radicale de la forme et des couleurs, et réduit les traits du visage au plus strict nécessaire.

#### Paris, 1905

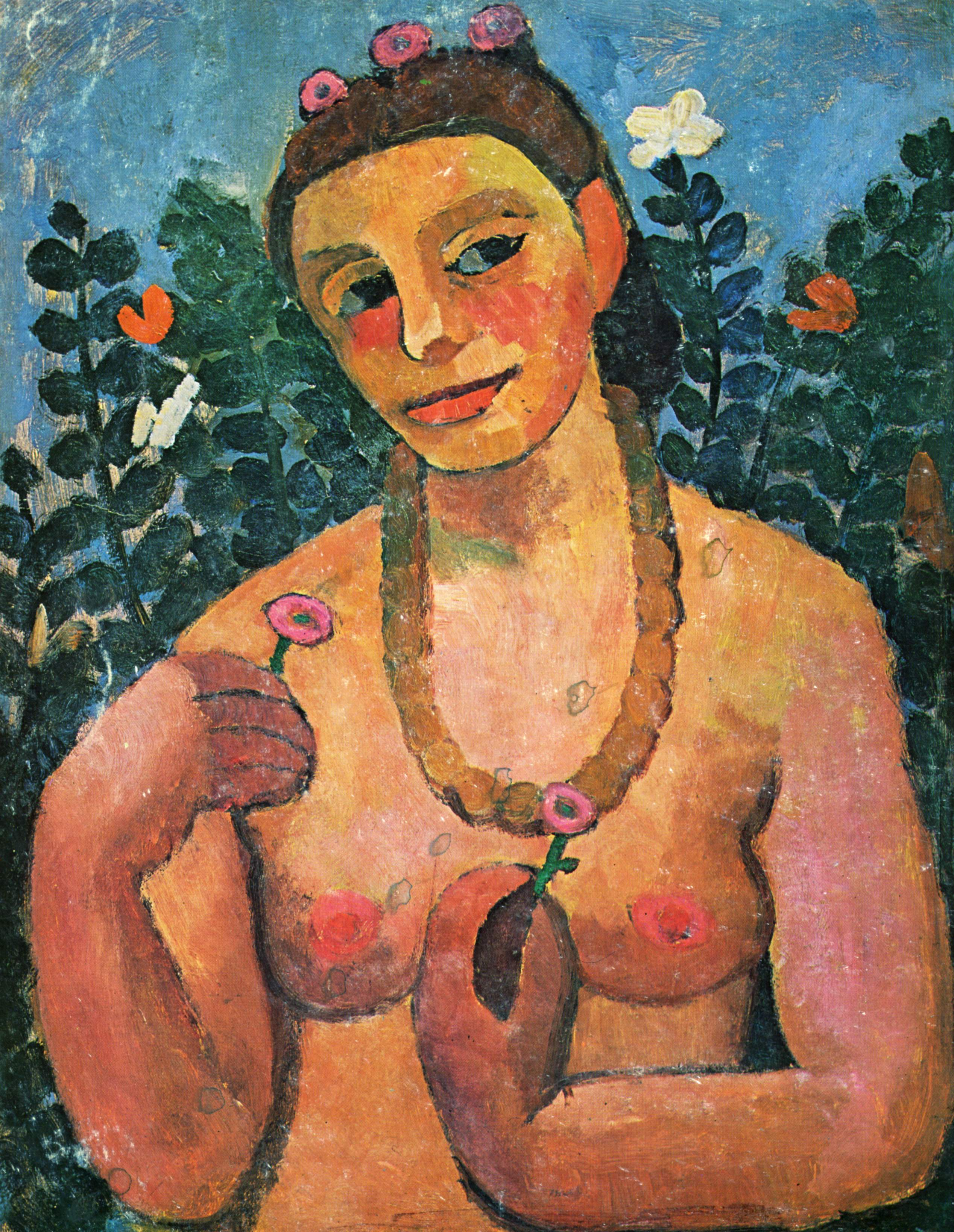
Autoportrait (1906),, Brême, musée Paula Modersohn-Becker.

Dès 1903, année de son second séjour à Paris, Paula Modersohn-Becker annonce à sa famille qu'elle ne pourrait s'empêcher d'y retourner un jour ou l'autre. Otto Modersohn, qui se considérait comme un peintre profondément allemand, prend très mal ce besoin incessant de voyager. L'homme a tendance à rejeter l'art moderne français, lequel s'installe pourtant de plus en plus dans les galeries et les expositions allemandes. Paula Modersohn-Becker parvient malgré tout à imposer son souhait, et sous le prétexte fort opportun d'aller passer quelque temps avec sa sœur Herma, elle reprend la route de Paris le 14 février 1905. Elle profite à nouveau de son passage dans la capitale française pour prendre quelques cours de dessin dans des académies privées, mais se rend compte progressivement de l'inutilité de cette démarche : elle a, au fil des années, déjà développé un style personnel entièrement libre et autonome. Elle peut par ailleurs rendre visite à certaines connaissances du mouvement nabi, dont Maurice Denis.
Otto Modersohn se résolut finalement à accomplir lui aussi un voyage à Paris en compagnie du couple Vogeler, bien que son épouse lui ait clairement signifié qu'elle préférait rester seule au cours de son séjour. Les amis, comme autrefois, vont arpenter les expositions artistiques de l'avant-garde. Des tensions ne tardent cependant pas à voir le jour au sein du petit groupe. Otto Modersohn, notamment, ne peut dissimuler une certaine rancœur du fait de l'intensité avec laquelle son épouse semble apprécier la vie parisienne et admirer l'art français. Elle en est consciente, comme le prouve son journal au 21 avril 1905 :

« Il se figurait que je préférais rester à Paris et que je ne faisais aucun cas de Worpswede. »

Tandis que les biographes peuvent seulement supposer que Paula Modersohn-Becker ait découvert des toiles de Paul Gauguin dès sa deuxième visite à Paris, cela ne fait en revanche aucun doute pour son troisième séjour grâce à quelques notes prises par son mari sur le sujet. Dès son retour à Worpswede, elle s'intéresse avec passion au travail de ce peintre, et veille en particulier à ce que sa sœur installée à Paris lui envoie toutes les études critiques le concernant.

### Les dernières années

#### Retour à Worpswede (été 1905–février 1906)

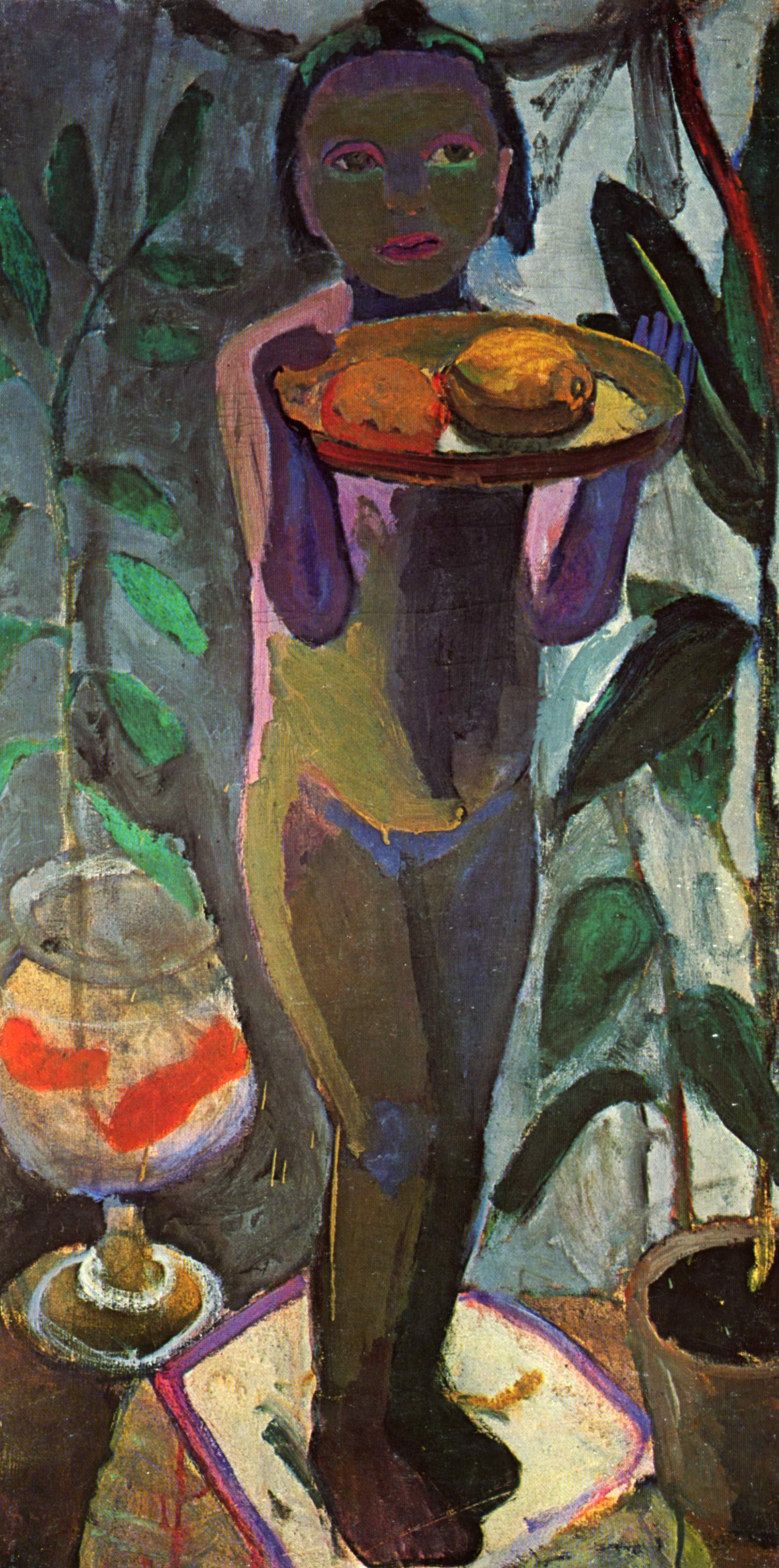
Enfant nu avec un bocal de poissons rouges (1906-1907),, Munich, Neue Pinakothek.

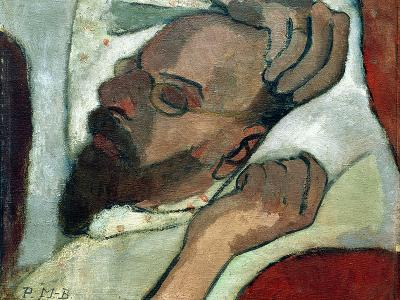
Otto Modersohn endormi (1906-1907), localisation inconnue.

Le troisième séjour à Paris incite Paula Modersohn-Becker à se consacrer davantage à l'art de la nature morte. Alors que seuls dix tableaux de ce type sont recensés avant 1905, les deux années qui la séparent de la mort en comptent environ une cinquantaine. De manière générale, ces œuvres tendent à réduire toujours davantage les choses représentées à leurs formes primitives, qu'il s'agisse de cercles, d'ellipses ou de trapèzes.
Cette époque regorge en outre de nouveaux portraits d'enfants, dont la Jeune paysanne assise sur une chaise, qui se caractérise par la renonciation totale aux lignes et aux formes prononcées. La Souffleuse de Birkenwald, quant à elle, est considérée par la biographe Lieselotte von Renken comme la plus réussie de toutes les tentatives de la peintre visant à exprimer dans une symbolique simple l'union de l'enfant et de la nature : une petite fille représentée de profil y souffle dans un cornet coloré, et marche à grands pas devant un enchevêtrement d'arbres aux couleurs de l'automne.
De son côté, Otto Modersohn se fait de plus en plus critique au sujet de l'évolution du style de son épouse. Le 11 décembre 1905, il écrit ainsi dans son journal :

« Peindre des nus en grandeur nature, elle ne le peut pas, pas plus même que des têtes en grandeur nature […] Ses plus belles études, elle les laisse tomber. Faire des dessins et apprendre la technique lui suffisent. Elle adore la couleur — mais avec une rudesse contraire à la peinture, en particulier pour les personnages. Elle vénère l'art primitif, et c'est bien dommage — elle devrait surtout penser à la peinture. Elle veut unir la forme et la couleur — sans trop savoir comment. »

— D'après Günter Busch, p. 427.
Paula Modersohn-Becker nourrit par ailleurs le désir de retourner à Paris une nouvelle fois. Clara Westhoff, qui s'est séparée temporairement de Rainer Maria Rilke, vit à Worpswede depuis l'été 1905 : Modersohn-Becker lui confie son projet, dont elle n'a parlé à personne à part sa mère. Elle avoue à cette dernière, dans une lettre, économiser déjà de l'argent en prévision. Lorsque Rilke arrive à Worpswede en décembre pour y fêter Noël avec sa femme et son enfant, il est mis à son tour dans la confidence. Pour Rilke, c'est l'occasion de considérer enfin le travail de Paula Modersohn-Becker avec sérieux et attention. Dans une lettre adressée en janvier 1906 à son protecteur et mécène, August von der Heydt, il écrit :

« La peinture la plus digne d'intérêt était celle de l'épouse de Modersohn, qui a développé un art à la fois très personnel et très worpswedien, direct et sans ambages, représentant les choses comme personne d'autre ne pourrait les voir et les peindre. Et cet itinéraire personnel l'amène à des similitudes singulières avec Van Gogh. »

— D'après Lieselotte von Reinken, p. 109.
Rilke encourage Modersohn-Becker dans son souhait de quitter Worpswede et, par conséquent, son mari. Afin de la soutenir, il fait l'acquisition de la toile du Nourrisson avec la main de la mère. Un peu plus tard, il lui conseille d'exposer et de mettre en vente certains de ses tableaux dans les galeries parisiennes. Modersohn-Becker, cependant, qui ne montre ses toiles qu'avec de nombreuses réticences, choisit de ne pas s'engager dans cette voie, car elle n'estime pas avoir une envergure artistique suffisante.

#### La rupture avec Otto Modersohn

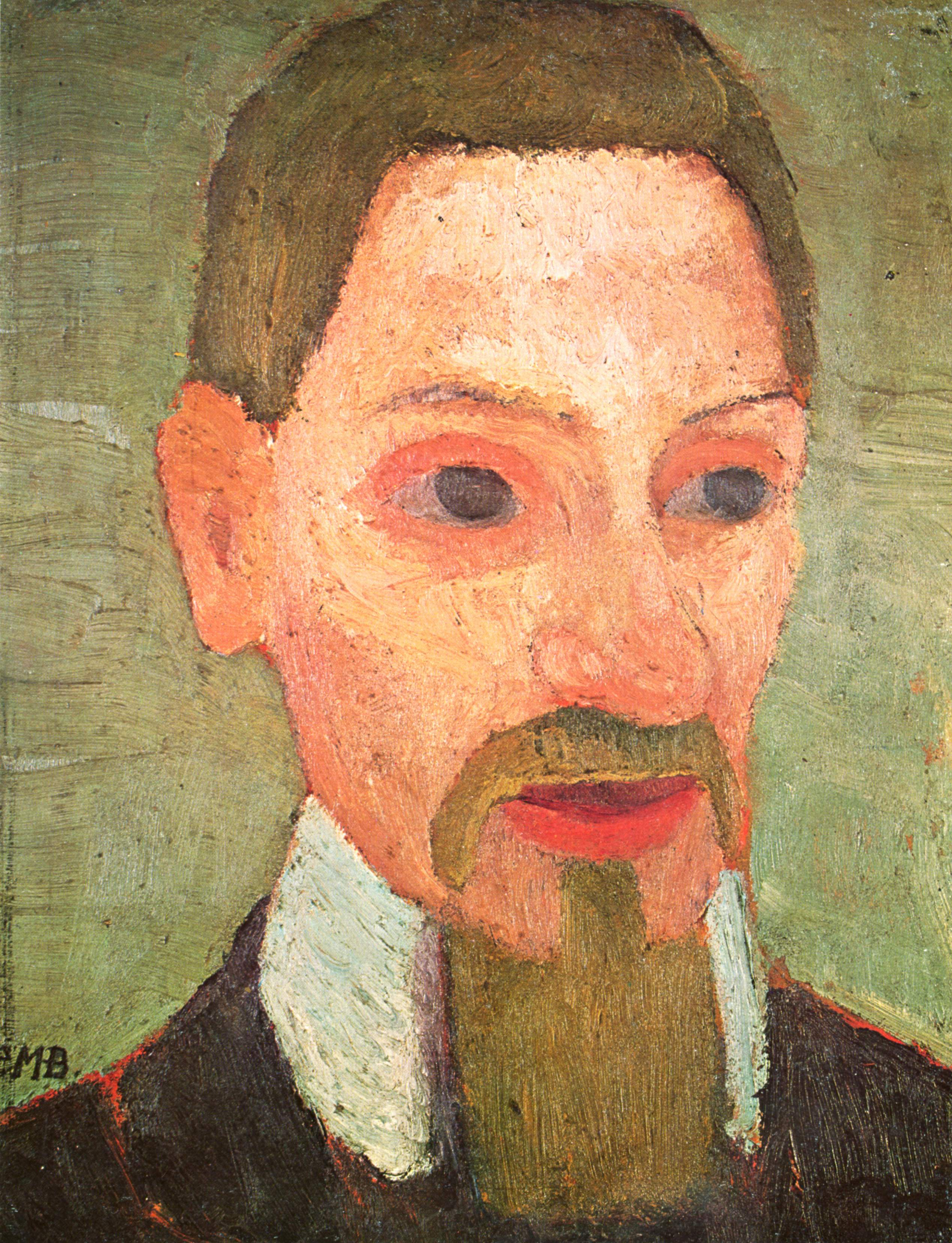
Portrait de Rainer Maria Rilke (1906),, Brême), musée Paula Modersohn-Becker.

Paula Modersohn-Becker quitte Worpswede le 23 février 1906. Elle indique clairement dans son journal que ce geste équivaut à une rupture avec Otto Modersohn. Ce dernier est d'ailleurs pris au dépourvu, et envoie à Paris des lettres la conjurant de revenir auprès de lui. Elle le prie en retour de s'accoutumer à l'idée qu'elle poursuit désormais sa propre voie dans la vie. Son mari va jusqu'à faire un saut d'une semaine à Paris en juin, mais le dialogue entre eux reste infructueux. Otto Modersohn continue malgré tout à l'entretenir financièrement et à recevoir le soutien moral de la famille de Paula Modersohn-Becker, qui reproche à cette dernière son égoïsme.
Elle s'installe dans un atelier particulièrement spartiate de l'avenue du Maine, dans le 14e arrondissement. Elle se remet à fréquenter les cours de dessin, les expositions de l'avant-garde et va même assister à un cours d'anatomie aux Beaux-Arts, car son style la laisse insatisfaite. Très intriguée par une sculpture exposée au Salon des indépendants, elle rend visite au sculpteur Bernhard Hoetger dans son atelier. Lorsqu'une remarque fortuite de Modersohn-Becker indique à Hoetger qu'il a affaire à une artiste, il insiste pour examiner ses toiles, et est stupéfait. Pour Paula Modersohn-Becker, qui n'avait jusqu'alors trouvé de soutien dans sa vocation artistique qu'à Worpswede auprès de son mari et de Rainer Maria Rilke, les éloges qu'elle reçoit valent de l'or. Le 5 mai 1906, elle écrit :

« Vous m'avez fait des miracles. Vous m'avez restituée à moi-même. J'ai pris du courage. Mon courage se trouvait toujours derrière des portes condamnées et ne savait comment sortir. Vous avez ouvert ces portes. Vous m'êtes d'un grand secours. Je commence maintenant à croire que quelque chose restera de moi. Et lorsque j'y pense, me viennent les larmes de la félicité… Vous m'avez rendue si heureuse. J'étais un peu seule. »

L'appréciation de Hoetger encourage ensuite Modersohn-Becker à déployer sans crainte toute la force de sa peinture. Le nombre de toiles réalisées entre 1906 et 1907 est estimé à environ 90. Sa biographe Lieselotte von Reinken fait d'ailleurs la remarque qu'il serait douteux de pouvoir physiquement attribuer tant de travail à une seule et même personne, si les lettres et le journal de l'artiste n'étaient là pour l'attester.
Paula Modersohn-Becker dédie principalement son temps aux peintures de nu. Outre ces dernières et quelques natures mortes, cette époque compte également de nombreux autoportraits tels que l'Autoportrait au citron, où l'artiste apparaît le plus souvent à moitié nue. Elle va jusqu'à inaugurer un genre inédit dans l'histoire de l'art, à savoir l'autoportrait entièrement nu.

#### Dernier séjour à Worpswede

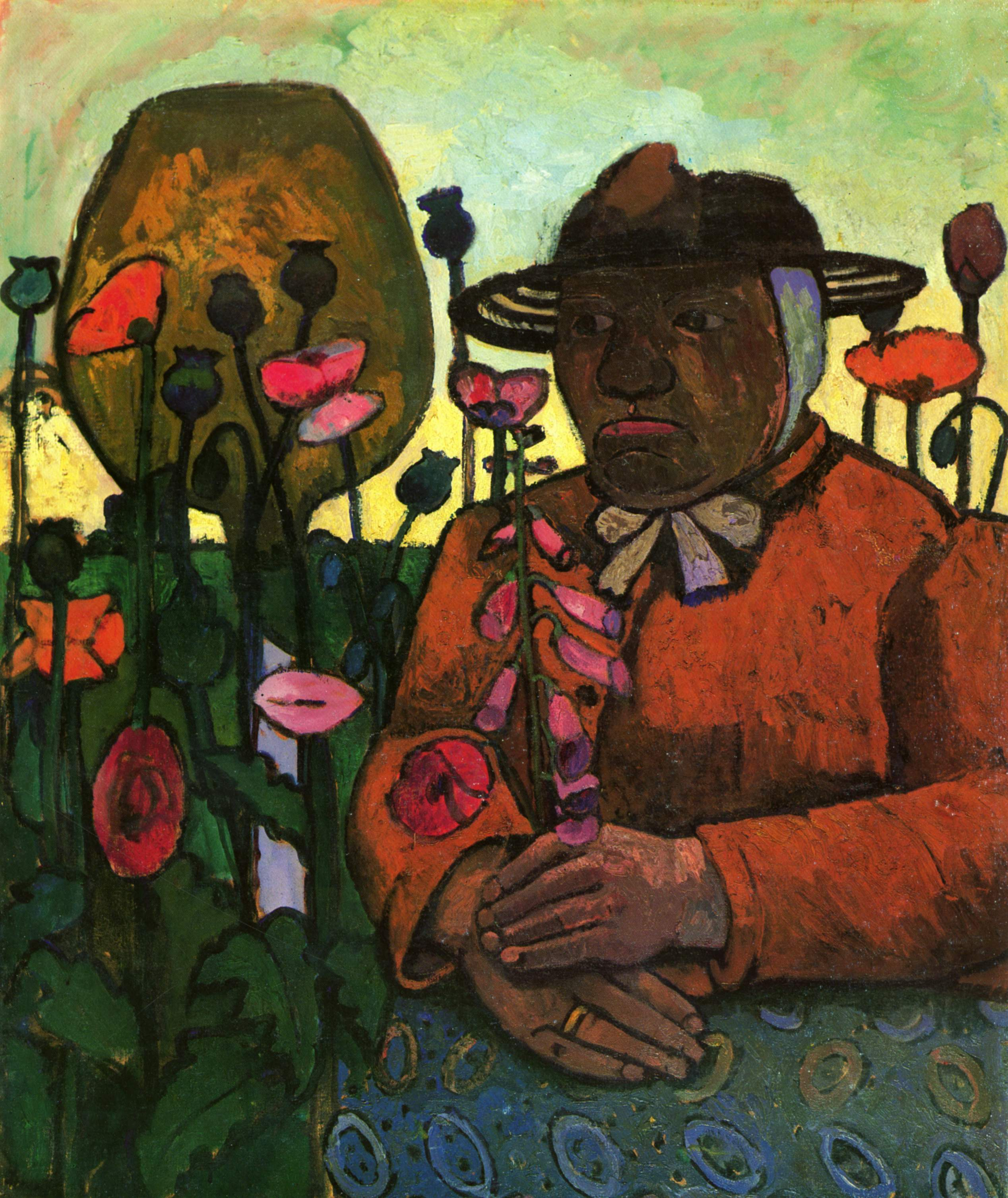
Vieille domestique au jardin (1906),, Brême, musée Paula Modersohn-Becker.

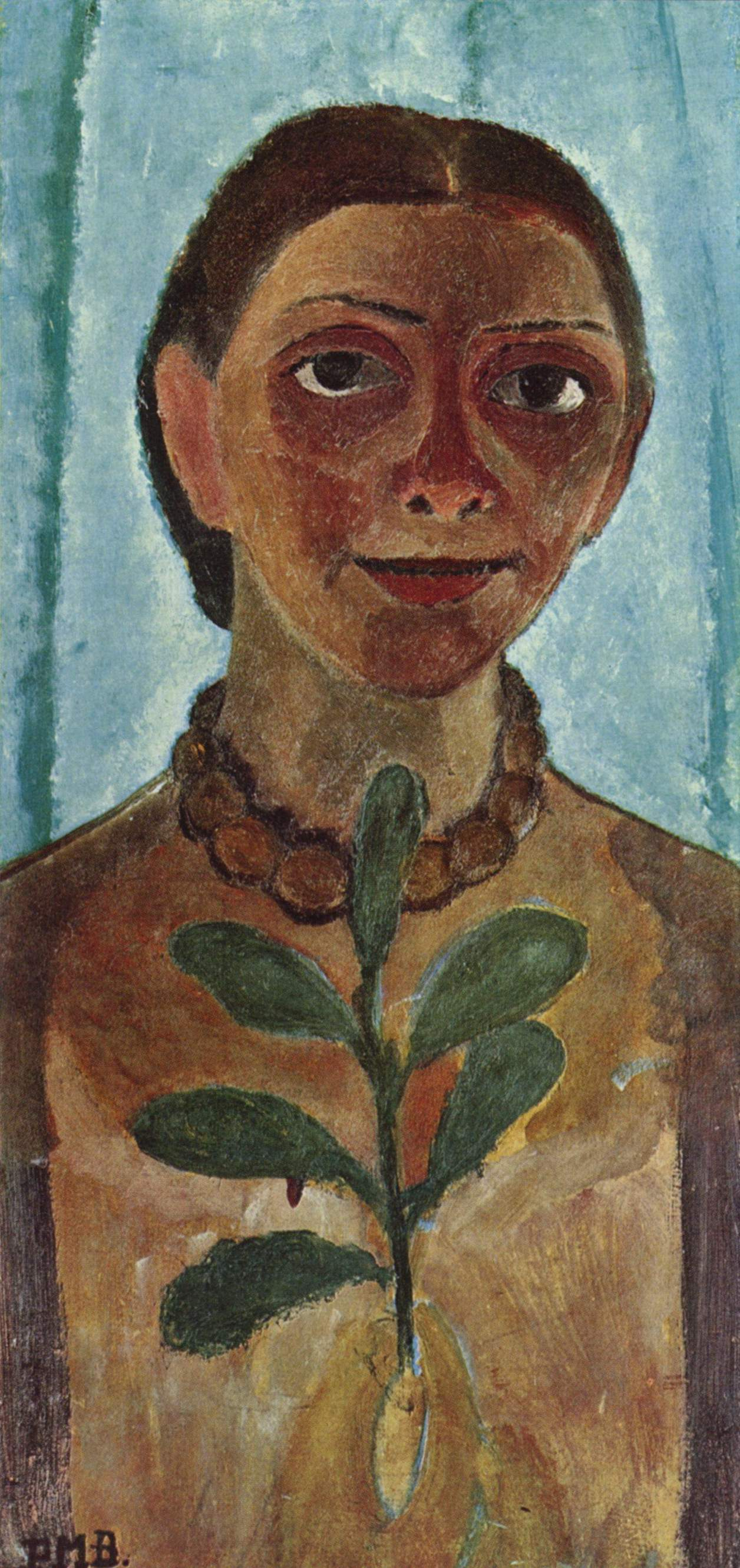
Autoportrait aux camélias (1907),, Essen, musée Folkwang.

Le 3 septembre 1906, Paula Modersohn-Becker fait savoir à son mari qu'elle comprend qu'il veuille divorcer, et lui demande une toute dernière somme de 500 marks. Par la suite, elle s'engage à subvenir elle-même à ses besoins. Elle revient cependant sur sa décision à peine quelques jours plus tard, le 9 septembre, et se résout à rentrer à Worpswede. Ce changement d'attitude doit être principalement imputé à Bernhard Hoetger, qui a entre-temps fait valoir à la jeune femme à quel point sa situation se dégraderait s'il lui fallait assurer elle-même sa subsistance. Elle écrit à ce sujet à Clara Westhoff, le 17 novembre :

« J'ai remarqué cet été que je n'étais pas femme à savoir rester seule […] Si j'ai tort ou raison, seul l'avenir pourra en décider. Le principal pour mon travail, c'est la tranquillité, et je ne risque certes pas d'en manquer aux côtés d'Otto Modersohn. »

Otto Modersohn arrive à Paris dès le mois d'octobre pour y passer l'hiver avec elle. Il s'installe dans un atelier situé dans le même immeuble que celui de son épouse. En mars 1907, le couple repart pour Worpswede. Peu de toiles datent de la période qui suit : Modersohn-Becker a finalement pu être enceinte, mais souffre en même temps de ne plus être en mesure de passer chaque jour autant d'heures qu'auparavant devant son chevalet. Parmi les dernières œuvres qu'elle achève, on compte la Vieille domestique au jardin : la vieille femme, entourée d'un champ de coquelicots sauvages, tient une tige de digitale dans sa main. L'artiste, dans cette toile, assimile et adapte des thèmes chers à l'art naïf. L'œuvre est suivie d'un dernier autoportrait, l’Autoportrait aux camélias (1907, Essen, musée Folkwang).
Le 2 novembre, lors d'un accouchement extrêmement difficile, Paula Modersohn-Becker met au monde une fille, Mathilde. Le médecin prescrit à la mère éprouvée de garder le lit pendant plusieurs jours. Le 20 novembre, alors qu'on l'autorise pour la première fois à se lever, Paula Modersohn-Becker est victime d'une embolie pulmonaire et meurt dans sa 32e année,.

## Œuvre

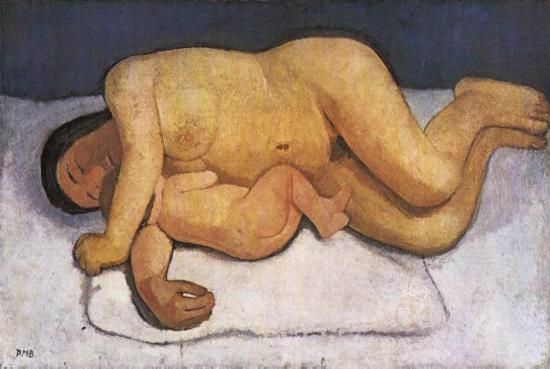
Mère et Enfant (1906-1907),, Brême, musée Paula Modersohn-Becker.

L'œuvre de Paula Modersohn-Becker est essentiellement constitué de natures mortes, de paysages et de portraits d'adultes ou d'enfants évoquant la vie paysanne à Worpswede. Quant aux autoportraits, l'artiste en réalisa tout au long de sa vie. Elle est ainsi comparable à Käthe Kollwitz, en ce sens que ses autoportraits successifs reflètent fidèlement l'évolution de son style.
Dans ses mémoires, Heinrich Vogeler revient sur cette particularité de l'artiste :

« Paula Becker se peignait fréquemment elle-même. À l'exception des toiles les plus précoces et les plus simples, ces autoportraits sont ceux d'une femme prenant peu à peu pleine conscience de son art. La lèvre supérieure perd de sa douceur, et le regard clair et observateur des yeux est souligné avec énergie. »

— D'après l'historienne de l'art Christa Murken-Altrogge, p. 72.
L'année 1906 fut très prolifique en autoportraits, dans lesquels Paula Modersohn-Becker tâchait de marquer son indépendance par rapport à son mari. C'est également de cette époque que datent ses autoportraits nus, les premiers du genre dans l'histoire de l'art. Cette démarche audacieuse allait à l'encontre de toutes les conventions artistiques antérieures.
Les paysages occupent une place centrale dans l'œuvre de l'artiste, et trouvent leur inspiration principale dans la région marécageuse s'étendant au nord-est de Brême, autour de Worpswede. Cette contrée très dépouillée, faite de landes humides, de cours d'eau, de canaux, de dunes et de tourbières, est rendue avec une grande poésie par Paula Modersohn-Becker, qui sait en souligner la mélancolie extrême et jouer sur les effets d'ombre.
Les scènes rurales sont d'un antiromantisme assumé. On n'y décèle par ailleurs aucune idéologie sociale particulière, contrairement aux toiles plus engagées de Käthe Kollwitz. Les tableaux de Paula Modersohn-Becker sont plutôt dominés par un sentiment diffus de sympathie pour l'être humain, sans message particulier. Cette représentation sans artifice de la vie paysanne marque une rupture avec les peintres précédents, qui tendaient à héroïser cette vie au plus près de la nature. L'univers pictural de l'artiste a également peu en commun avec les illustrations plus conventionnelles du monde paysan véhiculées par le cercle artistique de Worpswede.
Les portraits d'enfants brillent eux aussi par leur originalité. Dénuées de tout sentimentalisme, de tout aspect ludique ou anecdotique, ces toiles offrent une vision sérieuse et non embellie de l'enfance. Paula Modersohn-Becker se détache ainsi nettement des portraits d'enfants du XIXe siècle, réalisés par des artistes tels que Hans Thoma ou Ferdinand Waldmüller. Cette représentation très personnelle de l'univers enfantin n'a pas été sans susciter certaines incompréhensions. L'historienne de l'art Christa Murken-Altrogge a souligné les similitudes stylistiques entre ces toiles et les premières compositions du jeune Pablo Picasso, qui connaissait alors sa période bleue et sa période rose. D'autres tableaux de Modersohn-Becker trahissent d'ailleurs l'influence du mouvement cubiste.
Contrairement aux règles académiques les plus élémentaires, les œuvres sont bien souvent d'un format très réduit : de ce fait, Paula Modersohn-Becker tendait à peindre sur tout l'espace de toile disponible, et il n'est pas rare que le cadre du tableau dissimule une partie de la composition.

## Postérité

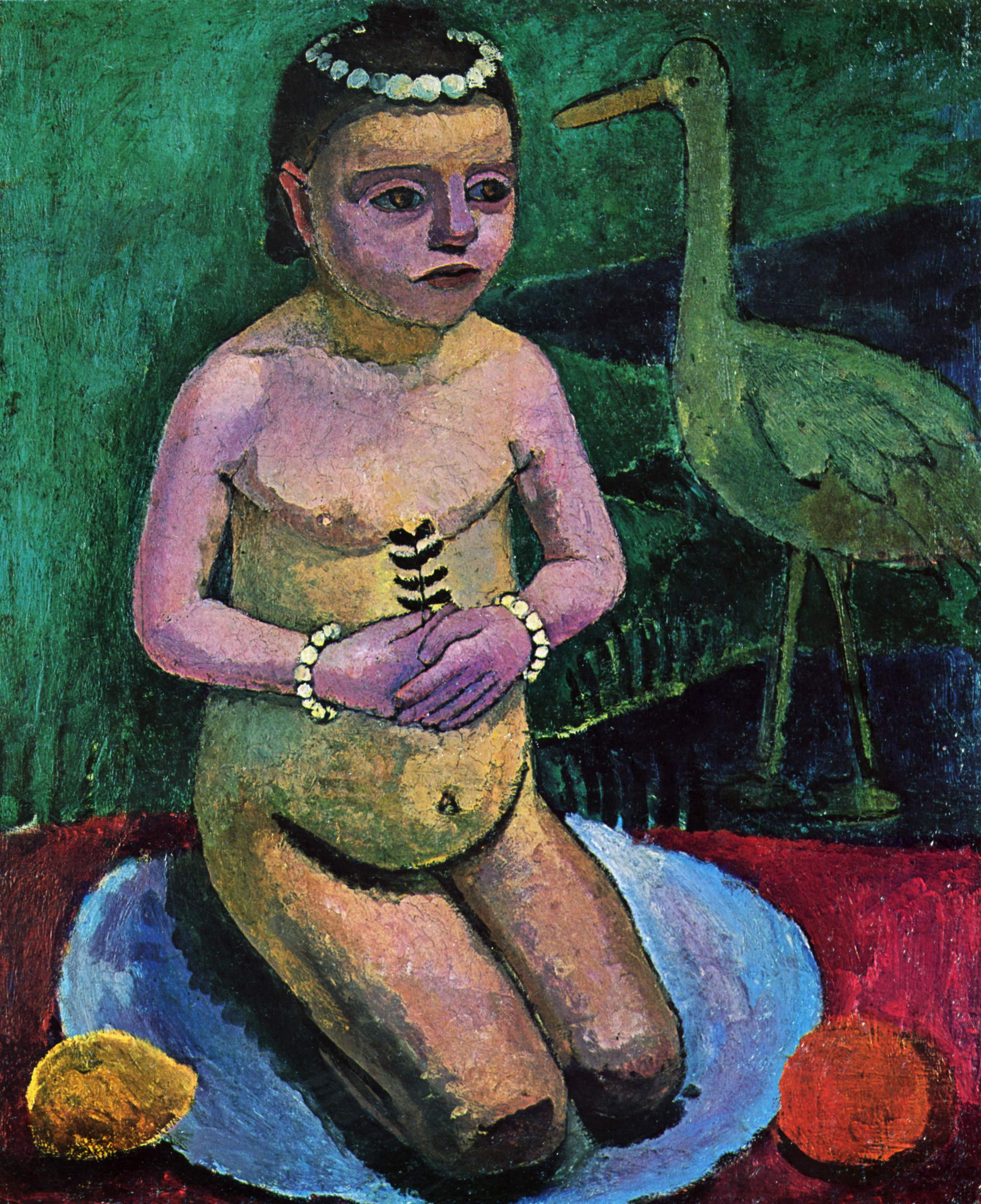
Enfant nu avec une cigogne (1906),, collection particulière.

On doit avant tout à l'engagement actif de Heinrich Vogeler que les toiles de Paula Modersohn-Becker aient pu être présentées dans plusieurs expositions au cours des années suivant sa mort. Vogeler fut en effet le premier à réaliser toute la portée de l'artiste et de son œuvre. La plupart des biographes de Paula voient dans ce comportement la marque d'un certain remords, chez cet homme qui n'avait jusque-là considéré la jeune femme que comme l'épouse de son ami Otto Modersohn. Paula, au cours de sa vie, semble n'avoir vendu qu'environ cinq toiles. Par la suite, en revanche, et grâce aux diverses expositions organisées par Vogeler, quelques collectionneurs avertis remarquèrent l'originalité des tableaux et en acquirent davantage. On compte parmi eux Herbert von Garvens et August von der Heydt, lequel acheta 28 toiles sous l'impulsion de Rilke. Le mécène Ludwig Roselius, quant à lui, finança l'ouverture du musée Paula Modersohn-Becker, à Brême. En 1913, 129 toiles furent exposées à la Kunsthalle de Brême, et s'attirèrent des admirateurs de plus en plus nombreux en raison de leur originalité formelle et de leur symbolique puissante.
En 1917, à l'occasion du dixième anniversaire de la mort de Paula Modersohn-Becker, l'Association Kestner de Hanovre organisa une grande exposition de son œuvre et publia un extrait de ses lettres et de son journal. Le recueil, paru sous le titre Une artiste : Paula Becker-Modersohn — Lettres et Journal, remporta un grand succès et fit connaître la peintre. Ces textes furent réédités plusieurs fois, y compris en livre de poche après la Seconde Guerre mondiale. Ils ont contribué à diffuser un portrait assez sentimentaliste de leur auteur, en réduisant cette dernière à quelques traits caricaturaux : une jeune femme, rêvant de devenir une artiste, réussit à surmonter tous les obstacles, se garantit contre une possible destinée de gouvernante en épousant un artiste reconnu, se sent prisonnière au bout de quelques années passées en couple et tente d'en briser le carcan pour finalement mourir peu après en enfantant.
Paradoxalement, cette admiration pour la détermination avec laquelle Modersohn-Becker a cherché sa propre voie artistique a conduit à fausser le regard porté sur son œuvre. Les écrits très personnels de Paula Modersohn-Becker, qui n'avaient bien évidemment jamais été conçus pour être publiés, renferment un ton romantique et exalté qui entre en contradiction avec le langage pictural de l'artiste. Dans sa préface à l'édition complète parue en 1979, Günter Busch déplore ainsi que Paula Modersohn-Becker soit prise pour un « personnage fantastique et illuminé ». À cela s'ajoute que les extraits choisis en 1917, bien souvent, n'étaient pas accompagnés des nombreuses corrections qui leur correspondaient. Par exemple l'on pouvait y lire la prémonition ressentie par la jeune femme de sa mort précoce, lors de la maladie suivant son premier séjour parisien, mais pas le « Et que cela dure encore longtemps » qu'elle ajouta avec soulagement par la suite, après avoir retrouvé sa bonne santé.

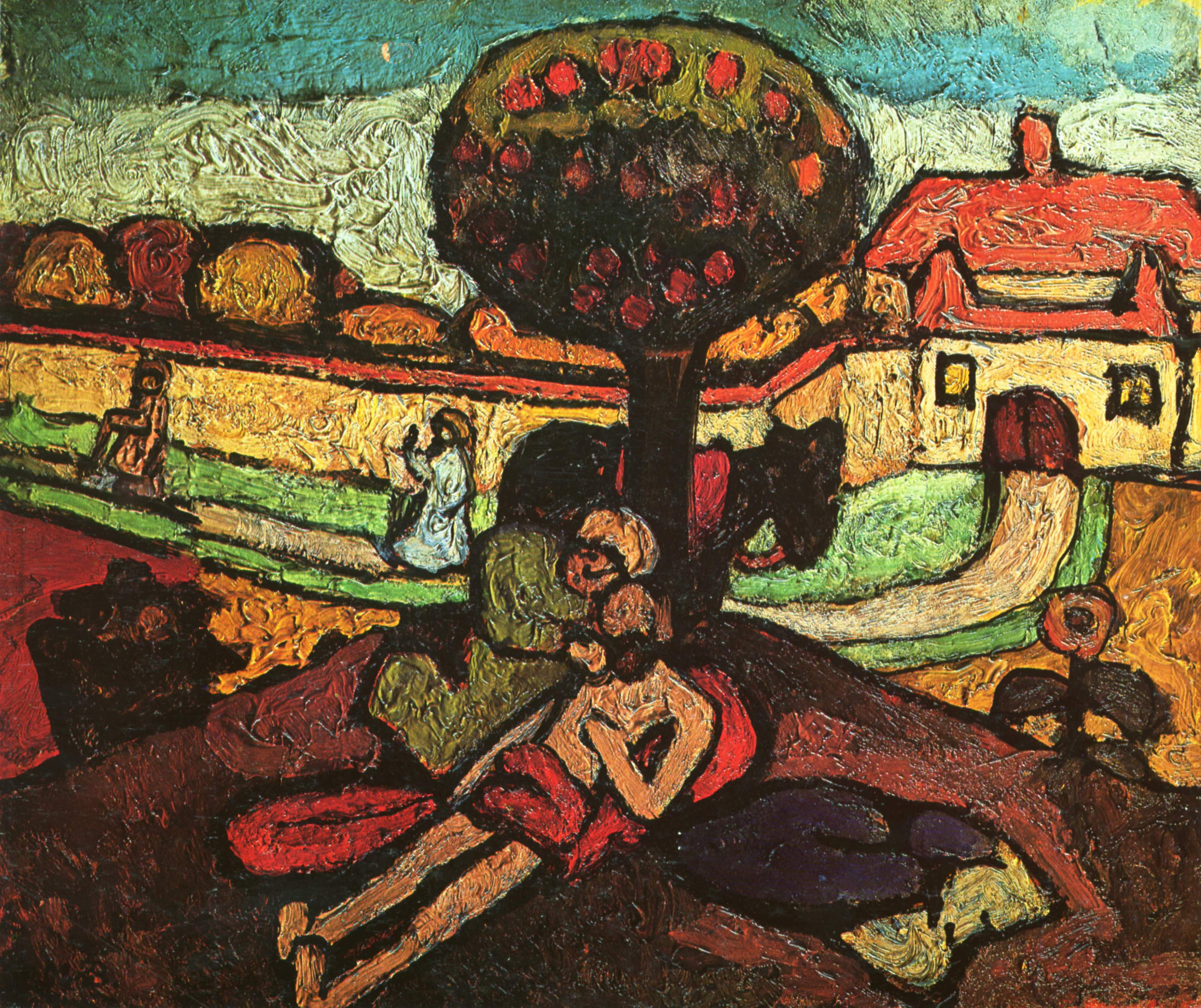
Le Bon Samaritain (1907),, Brême, musée Paula Modersohn-Becker.

Le premier catalogue recensant l'œuvre de l'artiste fut achevé en 1919 par Gustav Pauli, historien d'art et directeur de la Kunsthalle de Brême. L'ouvrage ne contenait alors que 259 références, et fut peu à peu étendu au cours des années qui suivirent. Paula Modersohn-Becker y était classée dans le groupe des artistes de Worpswede, bien qu'elle s'en distingue par bien des aspects stylistiques. Ses paysages, par exemple, montrent davantage de parenté spirituelle avec les toiles d'un Max Pechstein ou d'une Gabriele Münter.
De nombreuses expositions suivirent jusqu'en 1933. À l'avènement du nazisme, l'œuvre fut, comme tant d'autres, qualifiée d'« art dégénéré ». Les toiles furent sorties des musées, et certaines d'entre elles furent vendues à l'étranger. Jusque-là, Paula Modersohn-Becker était très largement inconnue hors d'Allemagne : la dissémination de ses tableaux eut pour effet de la faire également apprécier ailleurs dans le monde. L'artiste n'en reste pas moins assez méconnue : son importance dans l'histoire de l'art, que certains avaient perçue au début du XXe siècle, est aujourd'hui surtout admise dans les régions germanophones. Contrairement à Gauguin, Cézanne ou Van Gogh, Paula Modersohn-Becker n'est pas devenue elle-même la source d'inspiration d'artistes majeurs et n'a pas eu le temps de développer suffisamment son style pour en faire une « école » à part entière, ce qui explique sans doute en grande partie l'isolement relatif de son œuvre.
L'étude systématique des toiles de Paula Modersohn-Becker dans leur ensemble fut engagée pour la première fois après la Seconde Guerre mondiale, à l'occasion de grandes rétrospectives et de journées de mémoire. L'appréciation portée par Rainer Maria Rilke, peu après la mort de la jeune femme, fut ainsi reprise et consacrée par la critique : on redécouvrit que l'artiste nourrissait une étroite parenté avec les nouveaux courants stylistiques du début du XXe siècle. Enthousiasmée par le travail des artistes français de l'avant-garde, qu'elle eut l'occasion de rencontrer à plusieurs reprises, Paula Modersohn-Becker put développer son propre langage pictural, dans lequel transparaissent des éléments d'expressionnisme, de fauvisme, de cubisme et même des inspirations bien plus anciennes.
En 1978, sa fille Mathilde (1907-1998) fonda la Fondation Paula Modersohn-Becker (Paula Modersohn-Becker-Stiftung).

### Le musée Paula Modersohn-Becker à Brême

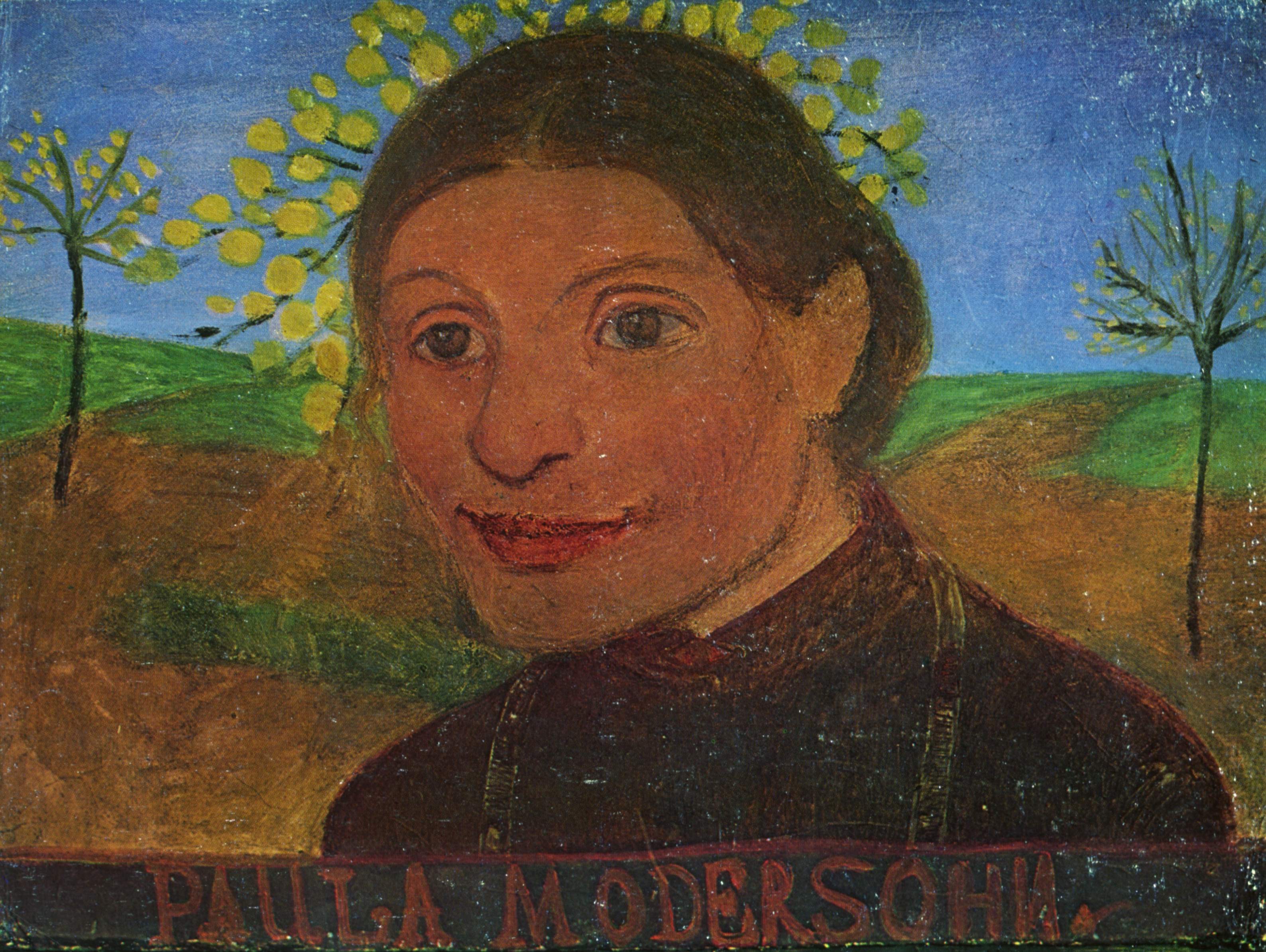
Autoportrait aux arbres en fleurs (1902),, Dortmund, Museum am Ostwall.

Le musée Paula Modersohn-Becker, situé à Brême dans la rue Böttcherstraße, propose une sélection de quelques-uns des chefs-d'œuvre de l'artiste. Le musée et son bâtiment de style expressionniste doivent leur existence à une initiative du mécène local Ludwig Roselius, qui chargea Bernhard Hoetger d'en tracer les plans et y installa sa collection personnelle de toiles. Le musée ouvrit ses portes le 2 juin 1927 sous le nom de « Maison Paula Becker-Modersohn » (Paula-Becker-Modersohn-Haus). Roselius avait en effet manifesté le désir de faire figurer le nom de jeune fille de Paula en premier. La collection de Ludwig Roselius put ensuite s'étendre régulièrement par le biais de nouvelles acquisitions et, à partir de 1978, grâce au soutien financier de la Fondation Paula Modersohn-Becker.
Le musée contient par ailleurs un ensemble de sculptures, de tableaux et de dessins de Bernhard Hoetger, et un espace est réservé aux expositions temporaires.

### Cote de l'artiste
En 2007, une peinture datée de 1902, attribuée à l'artiste et intitulée Junge mit Ziege (35,5 × 23 cm) a été vendue pour 140 000 € frais compris à Cologne en Allemagne.

## Quelques expositions
- « Paula Modersohn-Becker, l'intensité d'un regard », musée d'art moderne de la ville de Paris, du 8 avril au 21 août 2016[13].
- « Paula Modersohn-Becker, between Worpswede and Paris (entre Worpeswede et Paris) », Kunsthalle de Brême[14].

### Bibliographie

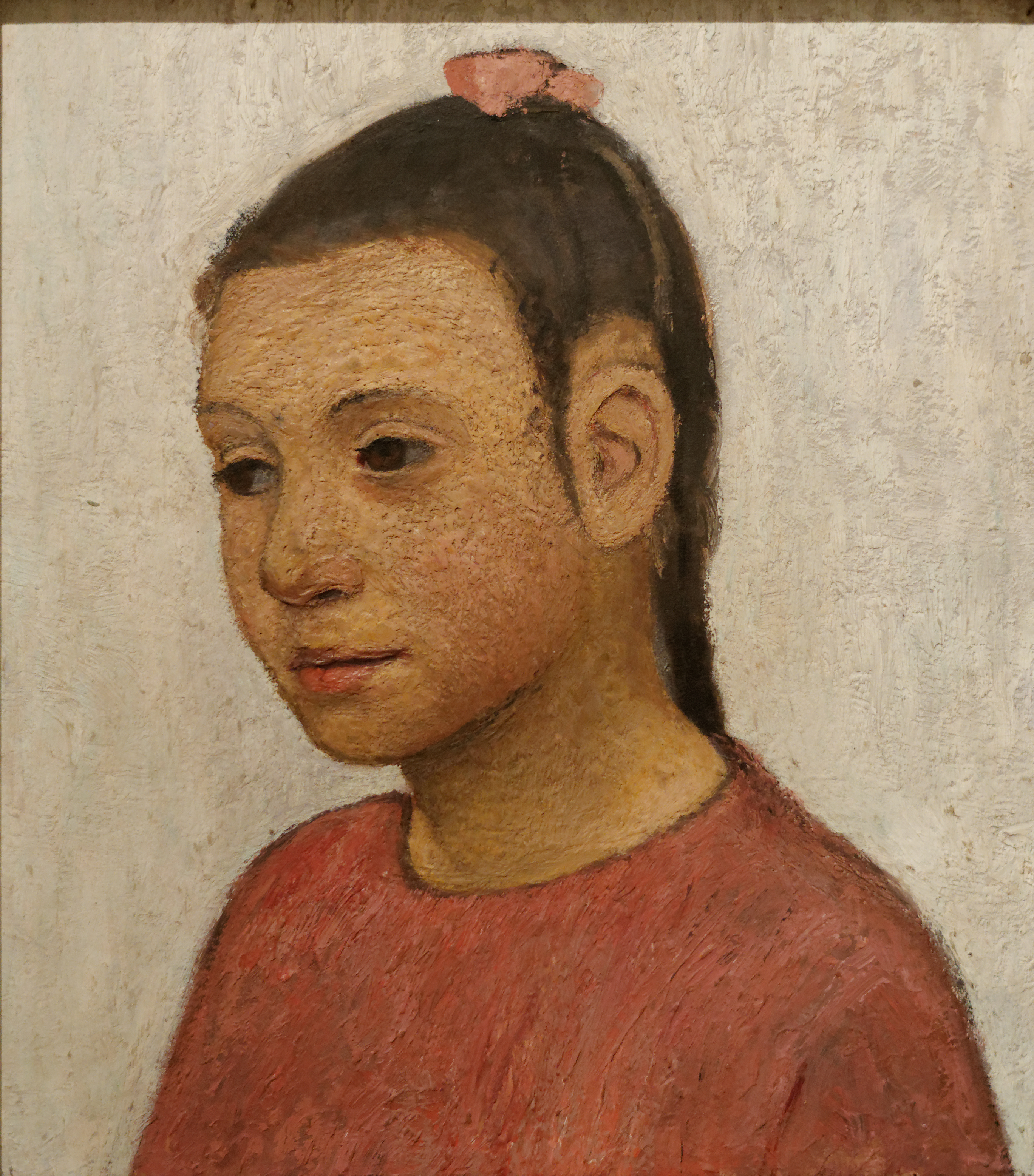
Portrait d'une fille (1906), Londres, Institut Courtauld.

#### En français
- Ann Sutherland-Linda Nochlin, « Paula Modersohn Becker », in Femmes peintres 1550-1950, Éditions Des femmes, 1981.
- Maïa Brami, Paula Becker, la peinture faite femme, Éditions de l'Amandier, 2015.
- Marie Darrieussecq, Être ici est une splendeur, vie de Paula M. Becker, Éditions POL, 2016.
- Julia Garimorth, Marie Darrieussecq, Maria Stavrinaki, Rainer Stamm, Uwe M. Schneede, Wolfgang Werner, Paula Modersohn-Becker, l'intensité d'un regard, catalogue de l'exposition du musée d'Art moderne de la ville de Paris, 2016, 256 p.  (ISBN 978-2-7596-0322-0) (Présentation du catalogue sur le site du musée).

#### En allemand
- Paula Modersohn-Becker et Sophie Dorothee Gallwitz, Eine Künstlerin: Paula Becker-Modersohn. Briefe und Tagebuchblätter, Hanovre, Kestner-Gesellschaft, 1917.
- Günter Busch et Liselotte von Reinken, Paula Modersohn-Becker in Briefen und Tagebüchern, Éditions Fischer, Francfort-sur-le-Main, 1979  (ISBN 3-10-050601-4). Ouvrage dont sont tirées toutes les citations des lettres et du journal de l'artiste.
- Liselotte von Reinken, Paula Modersohn-Becker mit Selbstzeugnissen und Bilddokumenten, Éditions Rowohlt Taschenbuch, 1983  (ISBN 3-499-50317-4). Une courte biographie intéressante et bien écrite sur l'artiste.
- Christa Murken-Altrogge, Paula Modersohn-Becker DuMont Buchverlag, Cologne, 1991  (ISBN 3-7701-2677-7)
- Marina Bohlmann-Modersohn, Paula Modersohn-Becker. Eine Biographie mit Briefen, 3e édition, Knaus, Berlin, 1997  (ISBN 3-8135-2594-5).
- Norbert Weiss et Jens Wonneberger, Dichter Denker Literaten aus sechs Jahrhunderten in Dresden, Dresde, 1997.
- Gabriele Gorgas, « Eine der Großen dieses Jahrhunderts. Erstes umfassendes Werkverzeichnis der Gemälde von Paula Modersohn-Becker erschienen », Dresdner Neueste Nachrichten, 2 août 1999.
- Dieter Sell, « Ein kurzes, intensives Fest. Vor 125 Jahren wurde die Malerin Paula Modersohn-Becker in Dresden geboren », Sonntag, 11 février 2001.
- Siegfried Merker, « Nachtrag zu Paula Modersohn » (correspondance), Dresdner Neueste Nachrichten, 24 février 2001.
- Monika Keuthen, « …und ich male doch! » Paula Modersohn-Becker, Éditions List, 2001.
- Peter Elze, Göttertage. Paula Modersohn-Becker in Bildern, Briefen und Tagebuchaufzeichnungen aus Worpswede, Éditions Beste Zeiten, 2003.
- Rainer Stamm, Ein kurzes intensives Fest - Paula Modersohn-Becker, Reclam-Verlag, 2007  (ISBN 3-15-010627-3). Une biographie récente, parue à l'occasion du centenaire de la mort de l'artiste, mettant un accent particulier sur ses séjours à Paris et les inspirations que Modersohn-Becker eut dans cette ville.

#### En anglais
- Paula Modersohn-Becker, The Letters and Journals of Paula Modersohn-Becker, traduit et annoté par J. Diane Radycki, introduction d'Alessandra Comini, poésie de Rainer Maria Rilke (Requiem, 1908, traduit par Adrienne Rich et Lilly Engler) et de Adrienne Rich (Paula Becker to Clara Westhoff, 1975-76). Metuchen, N.J., & London: The Scarecrow Press, Inc., 1980  (ISBN 0-8108-1344-0).
- Diane Radycki, « American Women Artists in Munich », ou « Die Frauen ohne Schatten », in American Artists in Munich: Artistic Migration and Cultural Exchange Processes, publié par Christian Fuhrmeister, Hubertus Kohle, Veere Thielemans, p. 109-24, illus. Modersohn-Becker & O'Keeffe. Berlin, Munich : Deutscher Kunstverlag, 2009  (ISBN 978-3-422-06833-9).
- Diane Radycki, Paula Modersohn-Becker: The Gendered Discourse in Modernism, mémoire de Ph.D., Harvard University, 1993 (readers: Konrad Oberhuber, Norman Bryson). UMI 93-31,015.
- Anne Higonnet, « Making Babies, Painting Bodies: Women, Art, and Paula Modersohn-Becker's Productivity », in Woman's Art Journal, vol. 30, no. 2, 2009):15-21, illus.
- Diane Radycki, « Pictures of Flesh: Modersohn-Becker and the Nude », in Woman's Art Journal, vol. 30, no. 2 (2009):3-14, illus. (Article sur home.moravian.edu).
- Diane Radycki, « Pretty/Ugly: Morphing Paula Modersohn-Becker and Marie Laurencin », Make, 72, 1996, p. 18-21, illus.

### Filmographie
- 2016 : Paula (fiction), par Christian Schwochow, avec Carla Juri, Allemagne.
- 2016 : Paula Modersohn-Becker - L´intensité d´un regard au musée d´Art moderne de la Ville de Paris, par Corinna Belz, coproduction franco-allemande.